# Charles Darwin
Vous lisez un « bon article » labellisé en 2010.
Pour les articles homonymes, voir Darwin.
Charles Robert Darwin [tʃɑːlz ˈdɑːwɪn], né le 12 février 1809 à Shrewsbury dans le Shropshire et mort le 19 avril 1882 à Downe dans le Kent, est un naturaliste et paléontologue britannique dont les travaux sur l'évolution des espèces vivantes ont révolutionné la biologie avec son ouvrage L'Origine des espèces au moyen de la sélection naturelle ou la préservation des races favorisées dans la lutte pour la survie, paru en 1859.
Célèbre au sein de la communauté scientifique de son époque pour son travail sur le terrain et ses recherches en géologie, il a adopté l'hypothèse émise 50 ans auparavant par le Français Jean-Baptiste de Lamarck selon laquelle toutes les espèces vivantes ont évolué au cours du temps à partir d'un seul ou quelques ancêtres communs et il a soutenu avec Alfred Wallace que cette évolution était due au processus de sélection naturelle.
Darwin a vu de son vivant la théorie de l'évolution acceptée par la communauté scientifique et le grand public, alors que sa théorie sur la sélection naturelle a dû attendre les années 1930 pour être généralement considérée comme l'explication essentielle du processus d'évolution. Au XXIe siècle, elle constitue en effet la base de la théorie moderne de l'évolution. Sous une forme modifiée, la découverte scientifique de Darwin reste le fondement de la biologie, car elle explique de façon logique et unifiée la diversité de la vie.
L'intérêt de Darwin pour l'histoire naturelle lui vint alors qu'il avait commencé à étudier la médecine à l'université d'Édimbourg, puis la théologie à Cambridge. Son voyage de cinq ans à bord du Beagle l'établit dans un premier temps comme un géologue dont les observations et les théories soutenaient les théories actualistes de Charles Lyell. La publication de son journal de voyage le rendit célèbre. Intrigué par la distribution géographique de la faune sauvage et des fossiles dont il avait recueilli des spécimens au cours de son voyage, il étudia la transformation des espèces et en conçut sa théorie sur la sélection naturelle en 1838. Il fut fortement influencé par les théories de Georges-Louis Leclerc de Buffon.
Ayant constaté que d'autres avaient été qualifiés d'hérétiques pour avoir avancé des idées analogues, il ne se confia qu'à ses amis les plus intimes et continua à développer ses recherches pour prévenir les objections qui immanquablement lui seraient faites. En 1858, Alfred Russel Wallace lui fit parvenir un essai qui décrivait une théorie semblable, ce qui les amena à faire connaître leurs théories dans une présentation commune. Son livre de 1859, L'Origine des espèces, fit de l'évolution à partir d'une ascendance commune l'explication scientifique dominante de la diversification des espèces naturelles. Il examina l'évolution humaine et la sélection sexuelle dans La Filiation de l'homme et la sélection liée au sexe, suivi par L'Expression des émotions chez l'homme et les animaux. Ses recherches sur les plantes furent publiées dans une série de livres et, dans son dernier ouvrage, il étudiait les lombrics et leur action sur le sol.

## Biographie

### Enfance et études

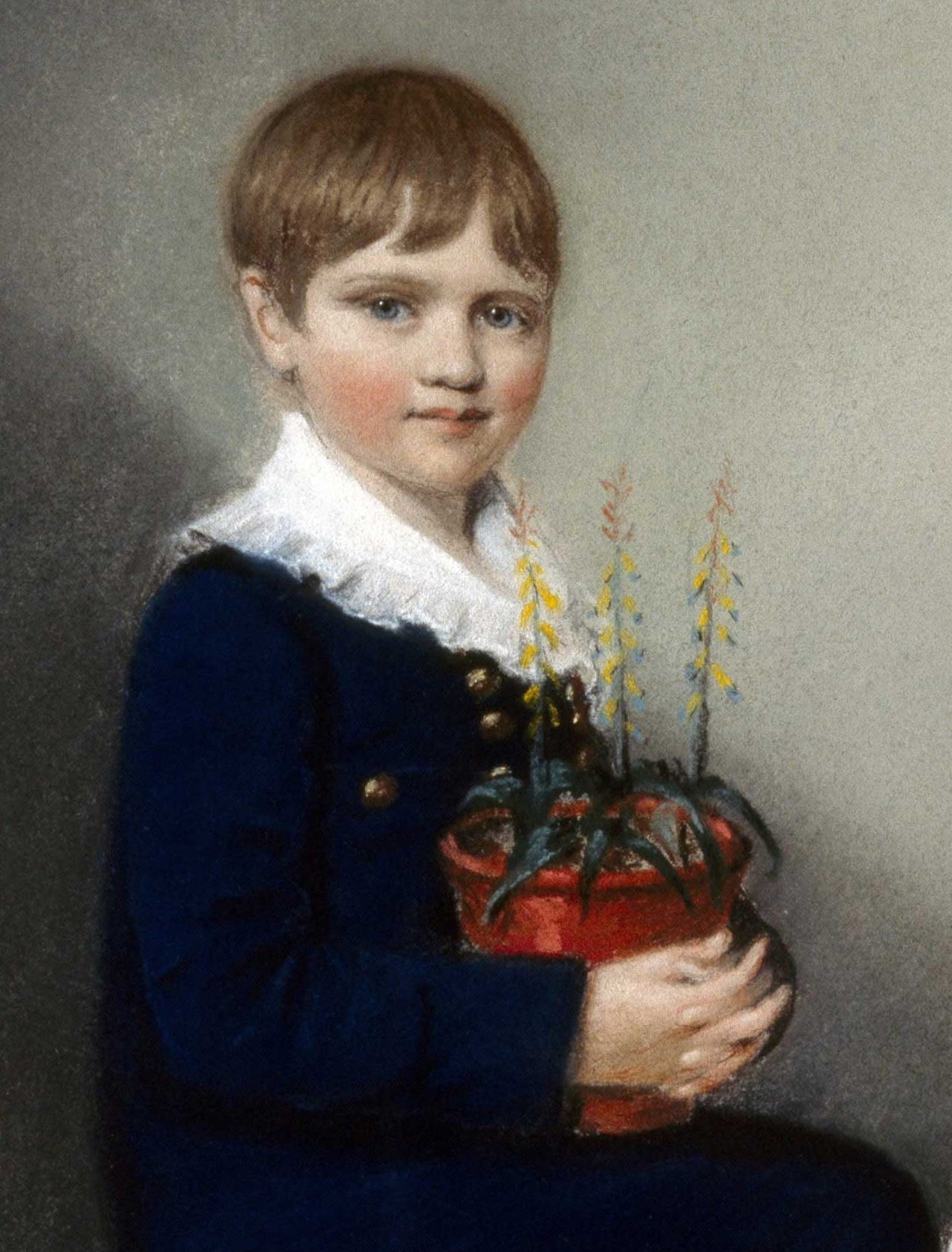
Charles Darwin à l'âge de sept ans en 1816, un an avant la mort de sa mère, portrait par Ellen Sharples.

Charles Darwin est né dans la maison familiale, dite « maison Mount ». Il est le cinquième d’une fratrie de six enfants d’un médecin et financier prospère, Robert Darwin (1766-1848), et de Susannah Darwin (née Wedgwood) (1765-1817). Il est le petit-fils du célèbre naturaliste et poète Erasmus Darwin (1731-1802) du côté paternel et de Josiah Wedgwood (1730-1795), du côté de sa mère. Chacune des deux familles est de confession unitarienne, bien que les Wedgwood aient adopté l’anglicanisme. Robert Darwin, plutôt libre-penseur, accepte que son fils Charles soit baptisé à l’église anglicane. Néanmoins, les enfants Darwin fréquentent avec leur mère la chapelle unitarienne. Le prêcheur de celle-ci devient le maître d’école de Charles en 1817. En juillet de la même année, Susannah Darwin décède alors que Charles n'a que huit ans. En septembre 1818, il entre au pensionnat de l’école anglicane voisine, l'école de Shrewsbury. Aimant peu les matières théoriques scolaires, il préfère galoper à cheval dans la campagne avec son chien, chasser, herboriser, collecter des animaux et des pierres.
Darwin passe l’été de 1825 comme apprenti médecin auprès de son père qui soigne les pauvres du Shropshire. À l’automne de la même année, il part en Écosse, à l’université d'Édimbourg pour y étudier la médecine, mais il est révolté par la brutalité de la chirurgie et néglige ses études médicales. Il apprend la taxidermie auprès de John Edmonstone, un esclave noir libéré, qui lui raconte des histoires fascinantes sur les forêts tropicales humides d’Amérique du Sud. Plus tard, dans La Filiation de l'homme et la sélection liée au sexe, il se sert de cette expérience pour souligner que, malgré de superficielles différences d’apparence, « les Nègres et les Européens » sont très proches.
Durant sa seconde année, Charles Darwin rejoint la Société plinienne (ainsi nommée en hommage à Pline l'Ancien considéré comme le premier naturaliste), un groupe d’étudiants spécialement intéressés par l’histoire naturelle et au sein de laquelle il fait quelques allocutions. Il devient un élève de Robert Edmond Grant, partisan de la théorie de l’évolution du naturaliste français Jean-Baptiste de Lamarck, tout comme son grand-père Erasmus Darwin l'avait été. Sur les rivages du Firth of Forth, Charles participe aux recherches de Grant sur les cycles vitaux des animaux marins. Ces recherches portent sur l’homologie, théorie selon laquelle tous les animaux ont des organes similaires ne différant que par leur complexité, ce qui indique leur ascendance commune. En mars 1827, Darwin fait un exposé devant ses camarades pliniens sur sa propre découverte : les spores noires souvent trouvées dans des coquilles d’huîtres sont selon lui les œufs d’une sangsue. Il suit également les cours de Robert Jameson, s’initie à la stratigraphie géologique, à la classification des plantes et utilise les riches collections du muséum de l'université, l’un des plus riches d’Europe de son temps.
En 1827, son père, insatisfait par l’absence de progrès de son jeune fils, l’inscrit pour obtenir un Bachelor of Arts au Christ's College de Cambridge. Il s’agit de lui donner un diplôme de théologie, dans l'espoir que Charles devienne pasteur anglican. Néanmoins, Darwin aime mieux monter à cheval et chasser que se consacrer à ses études. Avec son cousin William Darwin Fox, il commence à se passionner pour la collection des coléoptères. Fox lui fait rencontrer le révérend John Stevens Henslow, professeur de botanique et grand connaisseur de ces insectes. Darwin rejoint alors les cours d’histoire naturelle d’Henslow et devient son élève préféré. Il est alors connu des autres professeurs comme « l’homme qui marche avec Henslow »,. Quand les examens se rapprochent, Darwin se concentre sur ses études et reçoit des cours privés d’Henslow. Le jeune homme est particulièrement enthousiaste au sujet des écrits de William Paley, dont la Théologie naturelle (1802) et la conception divine de la nature le fascinent.

« Pour passer l’examen de bachelier, il était également nécessaire de posséder les Preuves du christianisme de Paley et sa Philosophie morale. J’y mis un grand soin, et je suis convaincu que j’aurais pu transcrire la totalité des Preuves avec une correction parfaite, mais non, bien sûr dans la langue de Paley. La logique de ce livre, et je puis ajouter, de sa Théologie naturelle, me procura autant de plaisir qu’Euclide. L’étude attentive de ces ouvrages, sans rien essayer d’apprendre par cœur, fut la seule partie du cursus académique qui, comme je le sentais alors et comme je la crois encore, se révéla de quelque utilité pour l’éducation de mon esprit. Je ne me préoccupais pas à cette époque des prémisses de Paley ; m’y fiant d’emblée, j’étais charmé et convaincu par la longue chaîne de son argumentation. »

— Autobiographie, p. 16
Von Sydow a avancé l'idée que l’enthousiasme de Darwin pour l’« adaptationisme » religieux de Paley a paradoxalement joué un rôle, plus tard, lors de la formulation de sa théorie de la sélection naturelle. Il passe ses examens en janvier 1831 et, s’il réussit bien en théologie, il remporte de justesse les épreuves de littérature classique, de mathématiques et de physique, arrivant dixième sur une liste de 178 élèves reçus.
Les obligations universitaires obligent Darwin à rester à Cambridge jusqu’en juin. Suivant les conseils d’Henslow, il ne hâte pas son entrée dans les Ordres. Inspiré par le journal de voyage du naturaliste allemand Alexander von Humboldt, il organise un voyage dans l’île de Tenerife avec quelques camarades d’études eux-mêmes fraîchement diplômés, afin d’étudier l’histoire naturelle des tropiques. Pour mieux se préparer, Darwin rejoint les cours de géologie du révérend Adam Sedgwick et, durant l’été, l’assiste à la réalisation d'une carte géologique dans le pays de Galles. Après avoir passé une quinzaine de jours avec des amis étudiants à Barmouth, Darwin retourne chez lui et découvre une lettre d’Henslow qui le recommande comme naturaliste approprié (même si sa formation n’est pas complète) pour un poste non payé auprès de Robert FitzRoy, capitaine de l'HMS Beagle, lequel part quatre semaines plus tard pour faire la cartographie de la côte de l’Amérique du Sud. Son père s’oppose d’abord à ce voyage de deux ans qu’il considère comme une perte de temps, mais il est finalement convaincu par son beau-frère, Josiah Wedgwood II, et finit par donner son accord à la participation de son fils.

### Voyage duBeagle

Le voyage du Beagle (27 décembre 1831 – 2 octobre 1836).

Sur les cinq années de l'expédition du Beagle (1831-1836), Darwin passe les deux tiers du temps à terre. Il fait un grand nombre d'observations géologiques, récolte des organismes vivants ou fossiles, et conserve avec méthode une riche collection de spécimens, bon nombre d'entre eux étant nouveaux pour la science. À plusieurs reprises durant le voyage, il envoie des spécimens à Cambridge, accompagnés de lettres sur ses découvertes. Cela va contribuer à établir sa réputation de naturaliste. Ses longues notes détaillées montrent sa capacité à théoriser et forment la base de ses travaux ultérieurs. Le journal qu’il tient alors, à l’origine destiné à sa famille, est publié sous le titre The Voyage of the Beagle (Le Voyage du Beagle). Il y récapitule ses observations, et fournit des informations sociales, politiques et anthropologiques sur un grand nombre de personnes qu’il rencontre, coloniaux comme indigènes.
Avant le départ, Robert FitzRoy, avait donné à Darwin le premier volume des Principles of Geology de Sir Charles Lyell qui explique les reliefs terrestres par l’accumulation de processus graduels sur de très longues périodes de temps. À leur première escale à l’île de Santiago au Cap-Vert, Darwin observe une bande blanche en altitude dans des falaises volcaniques, bande composée de fragments de coraux et de coquillages cuits. Cette observation, conforme au principe de Lyell sur la lente montée ou descente des reliefs, ouvre à Darwin une nouvelle perspective sur l'histoire géologique de l'île, et lui donne l'idée d'écrire un livre sur la géologie. Cette découverte sera suivie par d’autres encore plus décisives. Il observe que les plaines de Patagonie sont constituées de galets et de coquillages, comme des plages surélevées ; par ailleurs, lors de ses observations sur le séisme du 20 février 1835 à Concepción au Chili, il reprend le témoignage de FitzRoy qui a constaté la présence de bancs de moules au-dessus du niveau des pleines mers, ce qui indique que le niveau de la terre a été récemment surélevé. En altitude, dans les Andes, il observe que des arbres fossiles se sont développés sur une plage de sable, à proximité de coquillages marins. Enfin, il postule que les séismes sont « une étape dans l'élévation d'une chaîne de montagnes » et émet la théorie selon laquelle les atolls coralliens se forment sur des cônes volcaniques en cours de submersion, ce qu'il confirme après que le Beagle est passé dans les îles Cocos,,.

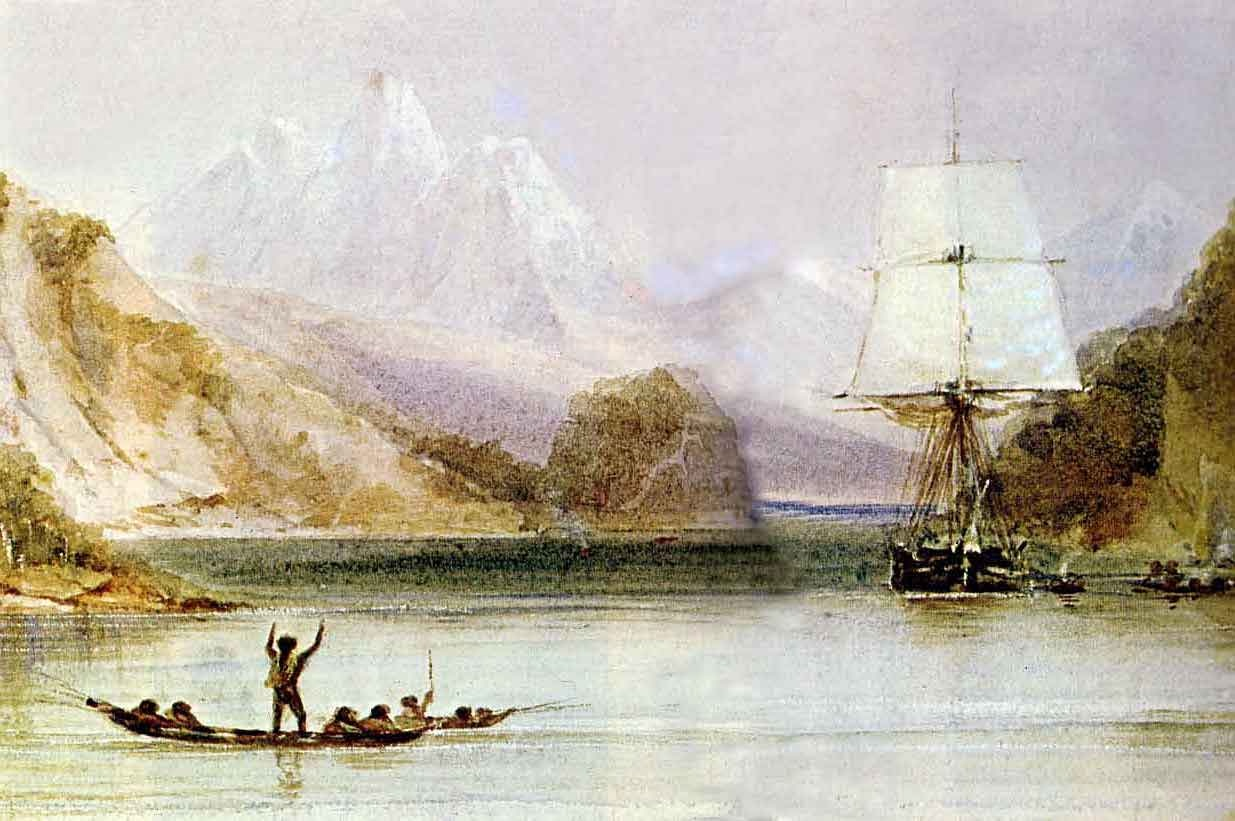
Alors que le explore les côtes sud-américaines (ici la Terre de Feu), Darwin commence à théoriser sur les merveilles de la nature autour de lui. Peinture de Conrad Martens réalisée pendant le voyage.

En Amérique du Sud, Darwin découvre des fossiles de mammifères géants éteints inclus dans des couches de coquillages marins récents, ce qui indique une extinction récente sans pour autant révéler de traces de catastrophe ou de changement climatique. Bien qu’il identifie correctement l’un de ces fossiles à un Megatherium et qu’il reconnaisse des fragments de carapace de tatou local, il estime que ces restes sont reliés à des espèces africaines ou européennes ; c’est seulement après son retour que Sir Richard Owen démontre que ces restes sont en réalité proches de créatures ne vivant qu'en Amérique,,.
Le deuxième volume de l’ouvrage de Charles Lyell argumente contre le transformisme de Lamarck et explique la distribution des espèces par des « centres de création » (la création divine ne se serait pas déroulée en une fois, mais en plusieurs fois, après des catastrophes ayant fait disparaître les espèces précédentes). Darwin le reçoit et le lit avec attention, il en déduit des idées qui dépassent ce qu'avait imaginé Lyell. En Argentine, il observe que les deux types de nandous occupent des territoires séparés mais se chevauchant en partie. Sur les îles Galápagos, il collecte des miminis et note qu’ils diffèrent en fonction de l’île de provenance. Il avait également entendu dire que les Espagnols vivant dans ces régions sont capables de dire d’où viennent les tortues à leur simple aspect, mais les Espagnols ont conclu qu’ils les ont eux-mêmes introduites. En Australie, l’ornithorynque et le rat-kangourou lui semblent si étranges qu’ils semblent avoir été l’œuvre de deux créateurs différents.
Au Cap, Darwin et FitzRoy rencontrent Sir John Herschel, qui avait depuis peu écrit à Lyell au sujet du « mystère des mystères », l’origine des espèces. Lorsqu’il organise ses notes pendant son voyage de retour, Darwin écrit que si ses soupçons au sujet des miminis et des tortues sont justes, « de tels faits sapent la stabilité des espèces », puis, il ajoute prudemment le conditionnel « pourraient »,. Il écrit plus tard que « de tels faits m’ont semblé jeter un peu de lumière sur l’origine des espèces ».
Trois indigènes de la Terre de Feu qui avaient été accueillis par le Beagle lors de son précédent voyage sont à bord : ils y reviennent comme missionnaires. Durant leur séjour de deux ans en Angleterre, ils sont devenus des « civilisés », aussi leurs proches apparaissent-ils à Darwin comme des « sauvages malheureux et avilis ». Un an plus tard, les missionnaires qui ont été laissés sur place ont abandonné leur mission et seul Jemmy Button vient à leur rencontre ; il est en effet retourné à la vie sauvage et il leur annonce qu'il n'a « aucun désir de retourner en Angleterre » et qu'il est « content et comblé » de son sort. À cause de cette expérience, Darwin vient à penser que l'homme n'est pas tant éloigné des animaux, et que la différence est surtout due à des différences d'avancées culturelles entre civilisations plutôt qu'à des différences raciales. Il déteste l’esclavage qu’il a vu ailleurs en Amérique du Sud, et est désolé des effets du peuplement européen sur les aborigènes d'Australie comme sur les Māori de Nouvelle-Zélande. FitzRoy est chargé d’écrire le récit officiel du voyage du Beagle ; peu avant la fin du périple, il lit le journal de Darwin et lui demande de le retravailler afin d'en faire le troisième volume, celui consacré à l’histoire naturelle.

### Début de la théorie de l'évolution de Darwin

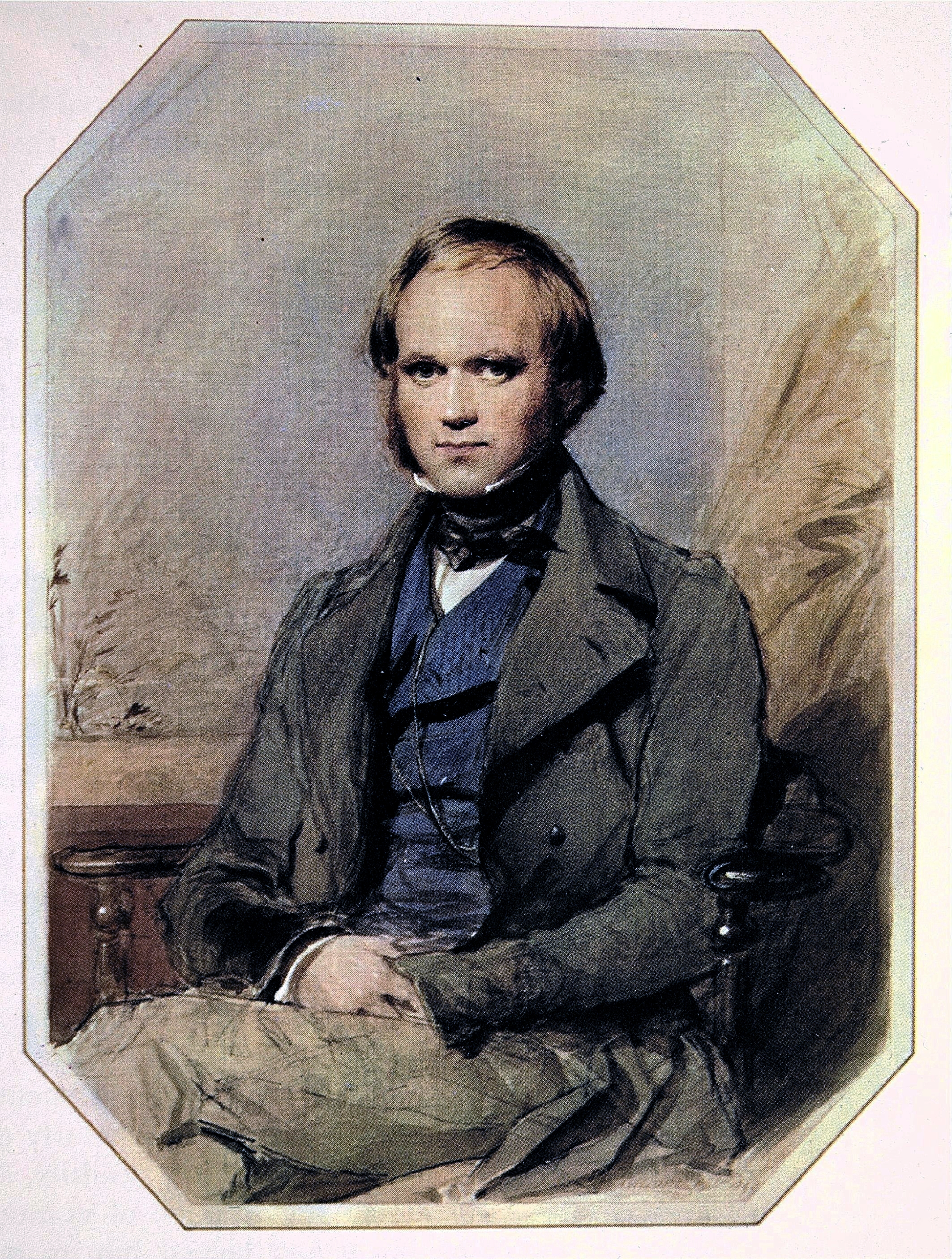
Encore jeune homme, Charles Darwin rejoint l'élite scientifique britannique. Portrait par George Richmond, fin des années 1830.

Alors que Darwin est toujours en voyage, Henslow travaille à faire connaître son ancien élève en communiquant à des naturalistes éminents des exemplaires de fossiles et une brochure de Darwin contenant ses lettres sur la géologie. Au retour du Beagle, le 2 octobre 1836, Charles Darwin est devenu une célébrité dans les cercles scientifiques. Après être passé à sa maison de Shrewsbury et avoir revu sa famille, il retourne au plus vite à Cambridge pour voir Henslow, qui lui conseille de trouver des naturalistes capables de décrire les collections et d'en établir le catalogue, et qui accepte lui-même de s'occuper des spécimens de botanique. Le père de Darwin rassemble alors des fonds qui permettent à son fils de devenir un homme de science financièrement indépendant. C'est donc un Darwin enthousiaste qui fait le tour des institutions de Londres dans lesquelles il est partout honoré. Il cherche alors des experts pour décrire les collections, mais les zoologistes ont un énorme retard dans leur travail et certains spécimens courent le risque d'être tout simplement oubliés dans les réserves.
C'est avec une grande curiosité que Charles Lyell rencontre Darwin pour la première fois, le 29 octobre, et il se hâte de le présenter à Sir Richard Owen, un anatomiste promis à un bel avenir, qui a à sa disposition les équipements du Collège royal de chirurgie pour étudier les ossements fossiles que Darwin a recueillis. Parmi les résultats surprenants d'Owen figurent des paresseux géants, un crâne semblable à celui d'un hippopotame appartenant au Toxodon, un rongeur éteint, ainsi que des fragments de carapace d'un énorme tatou disparu (le glyptodon), et que Darwin a dès le départ conjecturé,. Ces créatures fossiles n'ont en effet aucun rapport avec les animaux africains, mais sont étroitement liées aux espèces vivant en Amérique du Sud,.

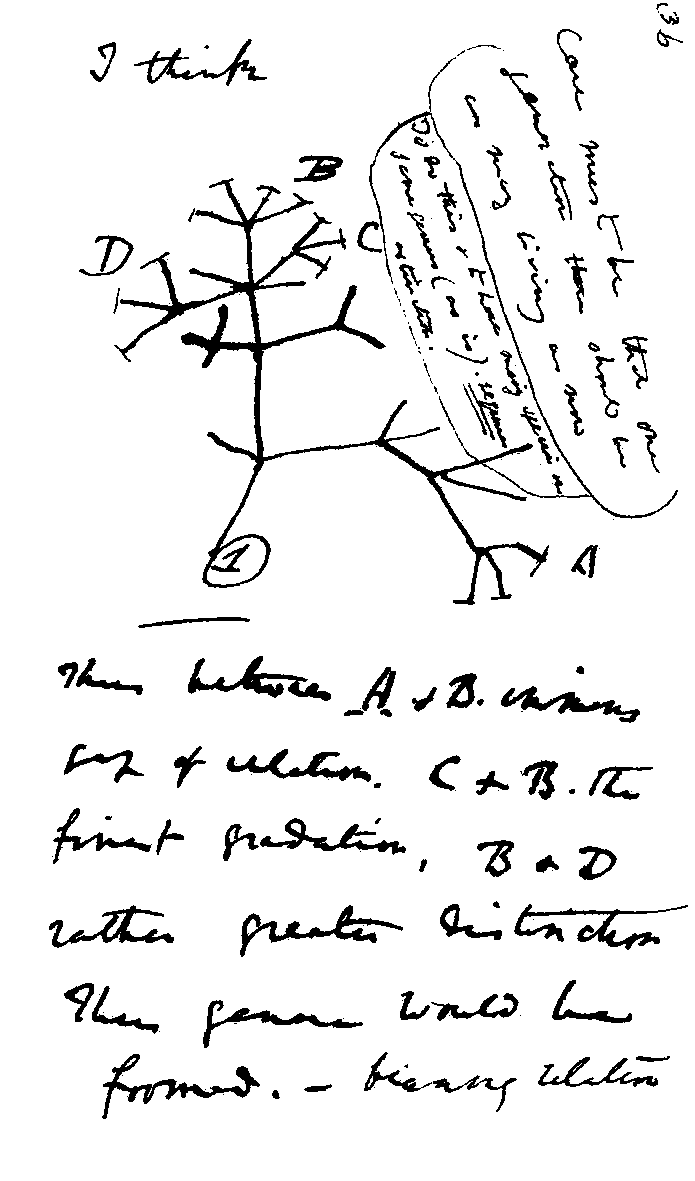
La première esquisse de Darwin d'un arbre phylogénétique tirée de son First Notebook on Transmutation of Species (1837).

À la mi-décembre, Darwin se rend à Cambridge pour organiser le travail sur ses collections et réécrire son journal. Il rédige son premier article où il montre que la masse continentale sud-américaine connaît une lente surrection et, chaudement appuyé par Lyell, le lit à la Société géologique de Londres le 4 janvier 1837. Le même jour, il offre à la Société zoologique ses exemplaires de mammifères et d'oiseaux. L'ornithologue John Gould ne tarde pas à faire savoir que les oiseaux des Galápagos que Darwin croit être un mélange de merles, de « gros-becs » et de fringillidés, constituent, en fait, treize espèces distinctes de fringillidés. Le 17 février 1837, Darwin est élu au Conseil de la Société géographique et, dans son adresse présidentielle, Lyell présente les conclusions d'Owen sur les fossiles de Darwin, en insistant sur le fait que la continuité géographique des espèces confirme ses idées actualistes,.
Le 6 mars 1837, Darwin s'installe à Londres pour se rapprocher de sa nouvelle charge à la société de géographie. Il se joint au cercle formé autour de scientifiques et de savants comme Charles Babbage notamment, qui croit que Dieu a d'avance ordonné la vie selon des lois naturelles sans procéder à des créations miraculeuses ad hoc. Darwin vit près de son frère Erasmus, un libre-penseur, qui fait partie du cercle Whig et dont l'amie intime, l'auteur Harriet Martineau, promeut les idées de Thomas Malthus qu'on trouve à la base des réformes de la Poor Law prônées par les Whigs. La question de Sir John Herschel sur l'origine des espèces est alors abondamment discutée. Des personnalités du milieu médical, y compris le Dr James Manby Gully vont même jusqu'à rejoindre Grant dans ses idées de transformation des espèces, mais aux yeux des scientifiques amis de Darwin une hérésie aussi radicale met en péril la base divine de l'ordre social déjà menacé par la récession et les émeutes.
Consécutivement John Gould fait savoir que les moqueurs polyglottes des Galápagos originaires des différentes îles sont des espèces distinctes et pas seulement des variétés, tandis que les « troglodytes » constituent encore une autre espèce de fringillidés. Darwin n'a pas noté précisément de quelles îles proviennent les exemplaires de fringillidés, mais il trouve ces renseignements dans les notes d'autres membres de l'expédition sur le Beagle, y compris celles de FitzRoy, qui a enregistré plus soigneusement ce qu'ils ont eux-mêmes collecté. Le zoologiste Thomas Bell montre que les tortues des Galápagos sont indigènes dans l'archipel. Avant la mi-mars, Darwin est convaincu que les animaux, une fois arrivés dans les îles, se sont en quelque sorte modifiés pour former sur les différentes îles des espèces nouvelles ; il réfléchit à cette transformation en notant le résultat de ses pensées sur le « carnet rouge » qu'il a commencé sur le Beagle. À la mi-juillet, il commence son carnet secret, le « carnet B », sur cette transformation et, à la page 36, il écrit « je pense » au-dessus de sa première esquisse d'un arbre montrant l'évolution,.

### Surmenage, maladie et mariage
Alors qu'il est absorbé dans l'étude du transformisme, Darwin est pris par des travaux supplémentaires. Tandis qu'il en est encore à réécrire son Journal, il entreprend de réviser et de publier les rapports d'experts sur ses collections et, avec l'aide de Henslow, obtient une subvention de 1 000 livres sterling pour financer l'écriture de Zoologie du Voyage du H.M.S. Beagle, éditée en plusieurs volumes. Il accepte des délais impossibles à tenir pour cette tâche ainsi que pour un livre sur la Géologie de l'Amérique du Sud qui soutient les idées de Lyell. Darwin finit de rédiger son Journal le 20 juin 1837, juste au moment où la reine Victoria monte sur le trône, mais il lui reste encore à corriger les épreuves.
La santé de Darwin souffre d'une réelle surcharge de travail. Le 20 septembre 1837, il ressent des « palpitations du cœur ». Son médecin lui ayant prescrit un mois de repos, il se rend alors à Shrewsbury chez des parents du côté maternel à Maer Hall mais il les trouve trop curieux de ses histoires de voyages pour lui laisser quelque repos. Sa cousine Emma Wedgwood, charmante, intelligente et cultivée, et de neuf mois plus âgée que Darwin, soigne la tante de celui-ci, laquelle est invalide. Son oncle Jos lui fait voir un endroit où des cendres ont disparu sous la glaise et suggère qu'il peut s'agir du travail des lombrics. C'est ainsi l'origine d'une conférence que Darwin fait à la Société géologique le 1er novembre, dans laquelle il démontre pour la première fois le rôle des lombrics dans la formation des sols,.
William Whewell incite Darwin à accepter la charge de secrétaire de la Société géologique. Après avoir d'abord refusé cette tâche supplémentaire, il accepte le poste en mars 1838. En dépit de la besogne apportée par les travaux d'écriture et d'édition, il réalise des progrès remarquables sur le transformisme. Tout en gardant secrètes ses idées sur l'évolution, il ne manque aucune occasion d'interroger les naturalistes expérimentés et, de façon informelle, les gens qui possèdent une expérience pratique comme les fermiers et les colombophiles,. Avec le temps sa recherche s'élargit : il se renseigne auprès de sa famille, enfants compris, du majordome de la famille, de voisins, de colons et d'anciens compagnons de bord. Il englobe le genre humain dans ses spéculations initiales et, le 28 mars 1838, ayant observé un singe au zoo, il note la ressemblance entre son comportement et celui d'un enfant.
Tous ces efforts finissent par se faire sentir et, dès juin 1838, il est forcé de s'aliter quelques jours sans interruption en raison de problèmes d'estomac, de migraines et de symptômes cardiaques. Tout le reste de sa vie, il devra plusieurs fois s'arrêter de travailler avec des épisodes de douleurs à l'estomac, de vomissements, de furoncles sévères, de palpitations, de tremblements et d'autres malaises, surtout dans les moments de tension, comme lorsqu'il doit assister à des réunions ou répondre à des controverses sur sa théorie. La cause de cette maladie reste inconnue de son vivant, et les traitements n'ont que peu de succès. Des essais récents de diagnostic suggèrent la maladie de Chagas, que lui ont peut-être communiquée des piqûres d'insectes en Amérique du Sud, la maladie de Menière, la maladie de Lyme ou encore différents troubles psychologiques, comme le trouble panique. Les spécialistes restent encore dans l'incertitude à ce sujet.

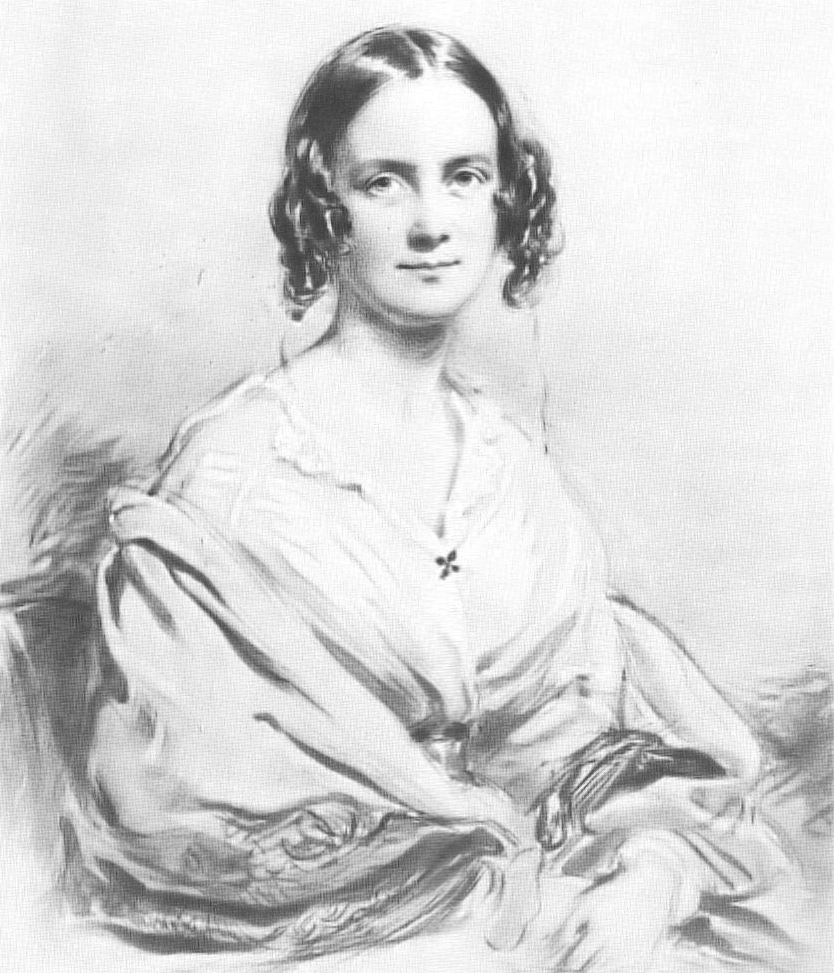
Charles Darwin choisit de se marier avec sa cousine, Emma Wedgwood.

Le 23 juin 1838, il fait une pause dans son travail en allant faire un peu de géologie en Écosse. Il visite Glen Roy par un temps radieux pour voir les « terrasses » parallèles, ces replats taillés à flanc de coteau. Il y voit des plages surélevées, et en effet les géologues ont démontré plus tard qu'il s'agit des berges d'un lac glaciaire,,.
Complètement rétabli, il revient à Shrewsbury en juillet. Habitué à prendre continuellement des notes sur la reproduction animale, il griffonne des pensées décousues concernant sa carrière et ses projets sur deux petits morceaux de papier : l'un comporte deux colonnes intitulées « Mariage » et « Pas de mariage ». Les avantages comprennent entre autres : « une compagne fidèle et une amie dans la vieillesse… mieux qu'un chien en tout cas » ; et à l'opposé des points comme « moins d'argent pour les livres » et « terrible perte de temps ». S'étant décidé pour le mariage, il en discute avec son père, et rend ensuite visite à Emma le 29 juillet 1838. Il n'a pas le temps de faire sa demande en mariage mais, contre les conseils de son père, parle de ses idées sur le transformisme.
Pendant qu'il continue ses recherches à Londres, l'éventail de lectures très large de Darwin comprend alors, « pour se distraire » selon ses termes, la 6e édition de l’Essai sur le Principe de Population de Thomas Malthus ; celui-ci a calculé qu'en raison du taux de natalité, la population humaine peut doubler tous les 25 ans mais que, dans la pratique, cette croissance est freinée par la mort, la maladie, les guerres et la famine,,,. Darwin est bien préparé pour saisir de suite que cela s'applique aussi au « conflit entre les espèces », remarqué pour les plantes par Augustin Pyrame de Candolle, et à la lutte pour la vie parmi les animaux sauvages, et que c'est là la raison pour laquelle les effectifs d'une espèce demeurent relativement stables. Comme les espèces se reproduisent toujours plus qu'il n'y a de ressources disponibles, les variations favorables rendent les organismes qui en sont porteurs plus aptes à survivre et à transmettre ces variations à leur progéniture, tandis que les variations défavorables finissent par disparaître. S'ensuit la formation de nouvelles espèces,,,. Le 28 septembre 1838, il note ce nouvel éclairage de la question, le décrivant comme une sorte de moyen épistémologique pour introduire des structures plus adaptées dans les espaces de l'économie naturelle tandis que les structures plus faibles sont éjectées. Il dispose maintenant d'une hypothèse de travail. Au cours des mois suivants, il compare les fermiers qui sélectionnent les meilleurs sujets pour l'élevage à une Nature malthusienne faisant son choix parmi les variantes créées par le « hasard », « de telle sorte que chaque élément [de chaque] structure nouvellement acquise fût complètement mis en œuvre et perfectionné ». Il voit dans cette analogie « la plus belle partie de [sa] théorie ».
Le 11 novembre, il revient à Maer et fait sa demande à Emma, en lui exposant encore une fois ses idées. Elle accepte puis, dans les lettres qu'ils échangent, elle montre à quel point elle apprécie sa franchise mais, du fait de son éducation anglicane très pieuse, elle laisse voir sa crainte que de telles hérésies par rapport à la foi puissent mettre en danger ses espoirs de le retrouver dans la vie éternelle. Pendant qu'il est en quête d'un logement à Londres, les épisodes de maladie continuent et Emma lui écrit pour le presser de prendre un peu de repos, remarquant de façon presque prophétique : « Ne retombez donc plus malade, mon cher Charlie, avant que je puisse être auprès de vous pour prendre soin de vous ». Il trouve dans la Gower Street ce que le jeune couple appelle le « Cottage de l'Ara » (à cause de son intérieur criard), puis Darwin y déménage son « musée » à Noël. Le mariage est prévu pour le 24 janvier 1839, mais les Wedgwood retardent cette date. Le 24, Darwin a l'honneur d'être élu membre de la Royal Society. Le 29 janvier 1839, Darwin et Emma Wedgwood se marient à Maer, au cours d'une cérémonie anglicane aménagée pour convenir aux Unitariens. Ils prennent alors immédiatement le train pour Londres et gagnent leur nouveau foyer.

### Préparation de la publication de la théorie de la sélection naturelle
Darwin a trouvé la base de sa théorie de la sélection naturelle, mais il est cependant bien conscient de tout le travail qu'il reste à faire pour la rendre crédible aux yeux de ses collègues scientifiques, qui le critiquent farouchement. Le 19 décembre 1838, à la réunion de la Société géologique dont il est secrétaire, il voit Owen et Buckland ne rien cacher de leur haine contre l'évolution en attaquant la réputation de son vieux maître Grant, disciple de Lamarck. Le travail continue sur les conclusions auxquelles il est arrivé à bord du Beagle et, en même temps qu'il consulte des éleveurs, il multiplie les expériences sur les plantes, essayant de trouver des preuves qui répondent à toutes les objections auxquelles il s'attend à partir du moment où sa théorie est communiquée. Quand la Narration de FitzRoy est publiée, en mai 1839, le Journal et Remarques de Darwin (plus connu sous le titre Le Voyage du Beagle) qui en constitue le troisième volume rencontre un tel succès que l'on en fait une réédition séparée la même année.

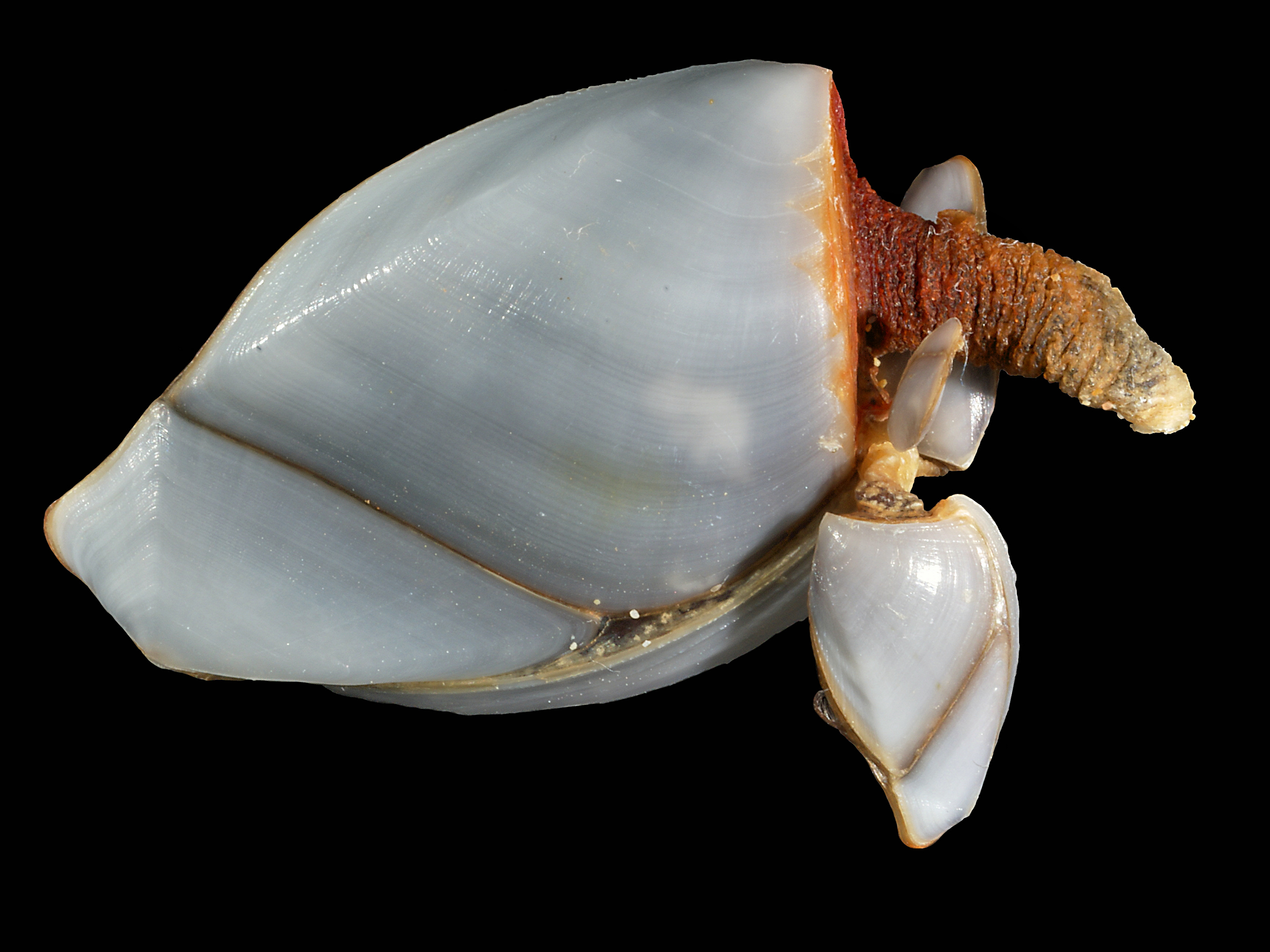
Pendant plusieurs années, Darwin étudie les cirripèdes, ici l'anatife Lepas anatifera.

Au début de 1842, Darwin envoie à Lyell une lettre pour lui exposer ses idées ; ce dernier est consterné de voir que celui qui a été son allié refuse maintenant « de voir un commencement à chaque groupe d'espèces ». En mai, le livre de Darwin sur les récifs coralliens est publié après plus de trois années de travail. En juin il écrit alors une « esquisse sommaire » de sa théorie tenant en 35 pages,. Pour échapper aux pressions de Londres, la famille s'installe en novembre à la campagne, dans le domaine de Down House. Le 11 janvier 1844, Darwin écrit à son ami, le botaniste Sir Joseph Dalton Hooker, pour lui exposer sa théorie, en disant que c'est presque avouer « un meurtre », mais, à son grand soulagement, Hooker croit qu'« une modification graduelle des espèces pouvait bien avoir eu lieu » et il exprime son intérêt pour l'explication de Darwin. Vers le mois de juillet, Darwin développe une esquisse de ses vues dans un « essai » de 230 pages,. Ses craintes de voir ses idées écartées comme une sorte de radicalisme lamarckien sont réveillées une nouvelle fois par la controverse que suscite en octobre une publication anonyme (l'auteur se révélera être Robert Chambers) intitulée Vestiges de l'Histoire naturelle de la Création. Ce livre qui est un best-seller accroît l'intérêt de la classe moyenne pour le transformisme, et ouvre ainsi la voie à Darwin. Cet ouvrage est néanmoins sévèrement attaqué par les scientifiques reconnus, ce qui lui rappelle la nécessité de répondre à toutes les difficultés avant de rendre publique sa théorie. Darwin termine son troisième livre de géologie, Geological Observations on South America en 1846 et entreprend à partir d'octobre une vaste étude sur les cirripèdes avec l'aide de Hooker. En janvier 1847, Hooker lit l'« essai » de Darwin et lui renvoie ses observations ; c'est la critique sereine dont Darwin a besoin, même si Hooker remet en question son rejet de l'idée d'une création continue,,.
Pour essayer de traiter son état maladif chronique, Darwin se rend à Malvern, une ville thermale, en 1848. La cure de quelques mois lui fait un grand bien et il peut reprendre son travail à son retour. À la mort de son père le 13 novembre, il est néanmoins tellement affaibli qu'il ne peut assister aux funérailles. En 1849, sa fille, Annie, tombe malade, ce qui réveille sa peur que la maladie puisse être héréditaire. Après une longue série de crises elle meurt en avril 1851, et Darwin perd alors toute foi en un Dieu bienveillant. En 1851, Marcel de Serres publie Du perfectionnement graduel des êtres organisés, qui illustre l'émergence de théories évolutionnistes dans les milieux scientifiques européens.
Les huit années que Darwin passe à travailler sur les cirripèdes lui permettent de trouver des « homologies » qui confortent sa théorie en montrant que de légers changements morphologiques peuvent permettre à différentes fonctions d'affronter des conditions nouvelles. En 1853, il obtient la médaille royale de la Royal Society, ce qui établit sa réputation comme biologiste. En 1854, il reprend le travail sur sa théorie des espèces et, en novembre, se rend compte que la divergence dans le caractère de descendants peut s'expliquer par le fait qu'ils se sont adaptés « à des situations différentes dans l'économie de la nature ».

### Publication de la théorie de la sélection naturelle

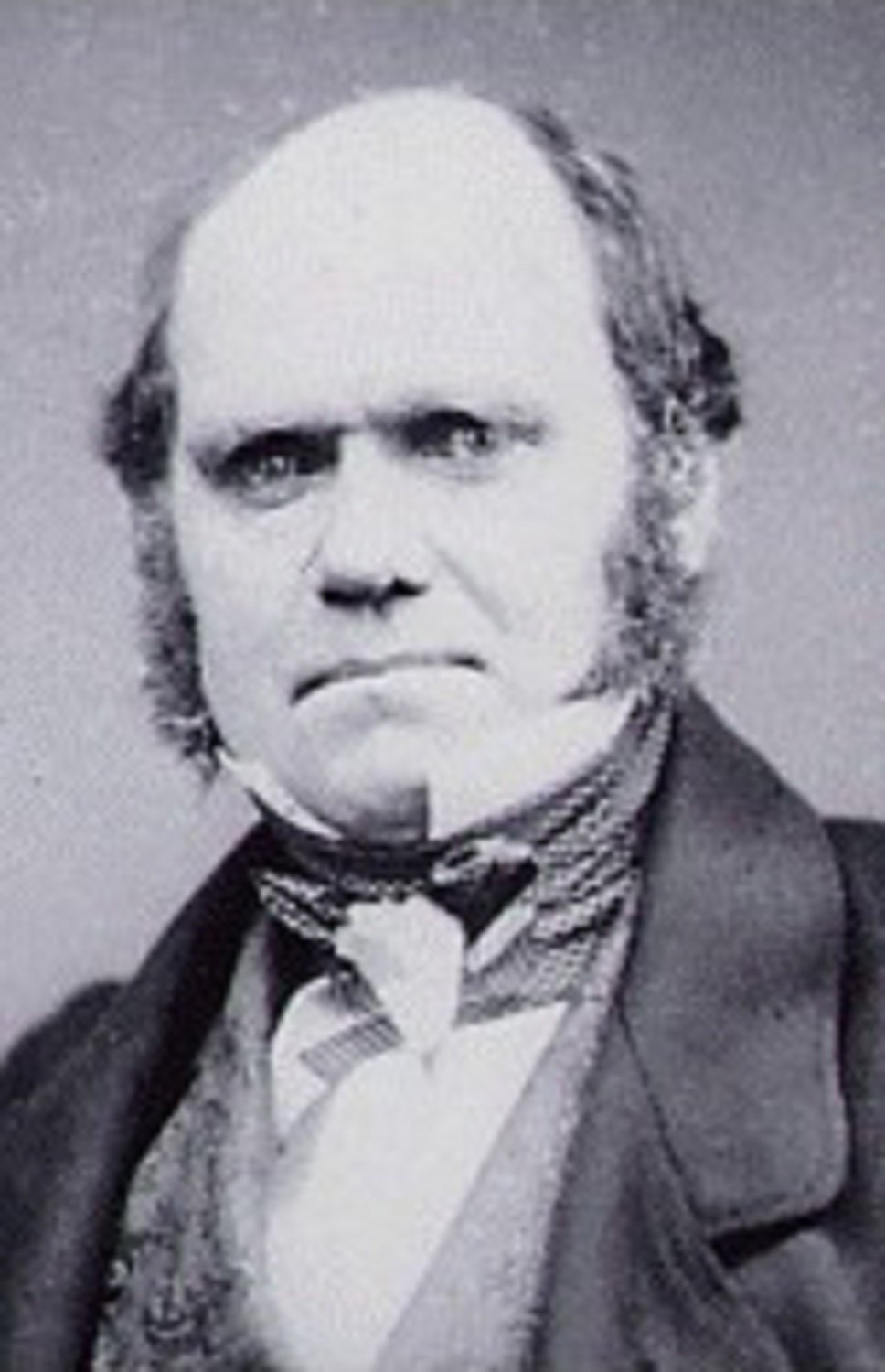
Darwin fut contraint à une publication précoce de sa théorie sur la sélection naturelle (portrait de 1854).

Au début de 1855, Darwin cherche à savoir si les œufs et les graines sont capables de survivre à un voyage dans l'eau salée et d'élargir ainsi la distribution de leurs espèces à travers les océans,,. Joseph Dalton Hooker est de plus en plus sceptique quant à la conception traditionnelle selon laquelle les espèces sont immuables, mais son jeune ami Thomas Henry Huxley est fermement opposé à l'évolution. Lyell est lui intrigué par les spéculations de Darwin sans se rendre vraiment compte de leur portée. Après avoir lu un article d'Alfred Russel Wallace sur l’Introduction des espèces, il trouve des ressemblances avec les idées de Darwin et lui conseille de les publier pour établir son antériorité. Bien que Darwin ne voie là aucune menace, il commence néanmoins à rédiger un article court. Trouver des réponses aux questions difficiles l'arrête plusieurs fois, et il élargit alors son projet à un « grand livre sur les espèces » intitulé « La Sélection naturelle ». Il continue aussi ses recherches, obtenant des renseignements et des exemplaires auprès de naturalistes du monde entier, y compris Wallace qui travaille à Bornéo. En décembre 1857, Darwin reçoit de Wallace une lettre lui demandant si son livre examine les origines humaines. Il répond qu'il veut éviter un tel sujet, « si encombré de préjugés », tandis qu'il encourage l'essai de théorisation de Wallace, ajoutant : « Je vais beaucoup plus loin que vous ».
Darwin en est à mi-chemin de son livre quand, le 18 juin 1858, il reçoit une lettre de Wallace qui décrit la sélection naturelle. Bien qu'ennuyé d'avoir été « devancé », il la transmet à Lyell comme convenu et, bien que Wallace n'ait pas demandé qu'elle soit publiée, il propose de l'envoyer à n'importe quel journal choisi par Wallace. La famille de Darwin est alors plongée dans l'angoisse car dans le village des enfants meurent de la scarlatine, aussi remet il l'affaire entre les mains de Lyell et de Hooker. Ils conviennent de présenter ensemble à la Linnean Society, le 1er juillet le discours intitulé Sur la Tendance des espèces à former des variétés ; et sur la Perpétuation des variétés et des espèces par les moyens naturels de la sélection. Néanmoins, comme Charles, le dernier enfant des Darwin, alors encore au berceau, vient de mourir de la scarlatine, son père est trop bouleversé pour être présent.
Sur le moment on prête peu d'attention à l'annonce de cette théorie ; le président de la Linnean remarque en mai 1859 que l'année précédente n'a été marquée par aucune découverte révolutionnaire. Par la suite, Darwin ne peut se souvenir que d'une seule recension, celle du professeur Haughton, de Dublin, qui proclame que « tout ce qu'il y avait là de nouveau était inexact, et tout ce qui était exact n'était pas nouveau ». Darwin s'acharne pendant treize mois pour écrire un résumé de son « grand livre », souffrant de problèmes de santé, mais encouragé constamment par ses amis scientifiques, et Lyell s'arrange pour le faire publier par Sir John Murray.
L'ouvrage Sur l'Origine des Espèces au moyen de la Sélection Naturelle, ou la Préservation des Races les meilleures dans la Lutte pour la Vie, titre d'habitude raccourci sous la forme L'Origine des espèces, a auprès du public un succès inattendu. Le tirage entier de 1 250 exemplaires est déjà réservé quand il est mis en vente chez les libraires le 22 novembre 1859. Darwin y développe « une longue argumentation » fondée sur des observations détaillées, y expose des inférences et la prise en compte des objections attendues. Cependant, sa seule allusion à l'évolution chez l'homme est l'affirmation, discrète, que « des lumières seront jetées sur l'origine de l'homme et son histoire ». Il évite ainsi le mot « évolution », controversé à l'époque, mais à la fin du livre il conclut que « des formes sans cesse plus belles et plus admirables ont été élaborées et continuent à l'être ». Sa théorie est exposée de façon simple dans l'introduction :
« Comme il naît beaucoup plus d'individus de chaque espèce qu'il n'en peut survivre, et que, par conséquent, il se produit souvent une lutte pour la vie, il s'ensuit que tout être, s'il varie, même légèrement, d'une manière qui lui est profitable, dans les conditions complexes et quelquefois variables de la vie, aura une meilleure chance pour survivre et ainsi se retrouvera choisi d'une façon naturelle. En raison du principe dominant de l'hérédité, toute variété ainsi choisie aura tendance à se multiplier sous sa forme nouvelle et modifiée. »

### Réactions à sa publication

Caricature montrant Darwin avec un corps de singe et la grande barbe qu'il se laisse pousser à partir de 1866, magazine Hornet de 1871.

Malgré sa publication dans la précipitation — un de ses confrères, Alfred Russel Wallace, s'apprête en effet à publier une théorie similaire —, l'ouvrage de Charles Darwin suscite un vif intérêt, pour l'époque, le stock de 1 250 exemplaires prévus étant épuisé le jour de sa présentation aux librairies, le 22 novembre 1859. Cette première édition épuisée, une seconde de 3 000 exemplaires est publiée en janvier de l'année suivante. Son livre provoque une controverse que Darwin suit de près, conservant les coupures de presse avec les recensions, les articles, les railleries, les parodies et les caricatures. L'évolution par la sélection naturelle fut largement discutée, voire dénigrée, particulièrement dans les communautés religieuses et scientifiques. Bien que Darwin soit soutenu par certains scientifiques (par exemple, Thomas Henry Huxley, Ernest Renan ou encore Ernst Haeckel qui le popularise très tôt en Allemagne), d'autres hésitent à accepter sa théorie à cause de la capacité inexpliquée des individus à transmettre leurs capacités à leurs descendants. En effet, Darwin reprend l'idée, très populaire à l'époque, de la transmission des caractères acquis ; il en propose même une théorie dans son ouvrage de 1868. Ce dernier point est pourtant étudié au même moment par Gregor Mendel, mais il ne semble pas que les deux hommes aient communiqué à ce propos,. Même avec les lois de Mendel, le mécanisme sous-jacent reste un mystère jusqu'à ce que l'on découvre l'existence des gènes.
Les critiques hostiles ont très tôt fait de tirer les conséquences qui ne sont pas exprimées, comme le fait que « les hommes descendent des singes ». Pourtant, dans L'Origine des espèces, Darwin ne parle pas des origines de l'homme. Le public confond les idées exprimées dans le livre de Darwin avec celles de Lamarck, qui cinquante ans auparavant a avancé cette idée, sans alors faire scandale. Parmi les réponses favorables, les recensions de Huxley adressent des critiques à Richard Owen, chef de l'establishment scientifique qu'il voulait ébranler. Le verdict d'Owen reste inconnu jusqu'à ce que son compte-rendu d'avril condamne finalement le livre. L'establishment scientifique de l'Église d'Angleterre, qui comprend les anciens maîtres de Darwin à Cambridge, Adam Sedgwick et John Stevens Henslow, réagit de façon hostile, malgré un accueil favorable dans la génération plus jeune des naturalistes professionnels. En 1860 cependant, la publication de Essays and Reviews par sept théologiens anglicans libéraux détourne de Darwin l'attention des hommes d'Église. Ces derniers condamnent comme hérétique une telle manifestation de la critique libérale car on y trouve entre autres cet argument que, par les miracles, Dieu enfreint ses propres lois.

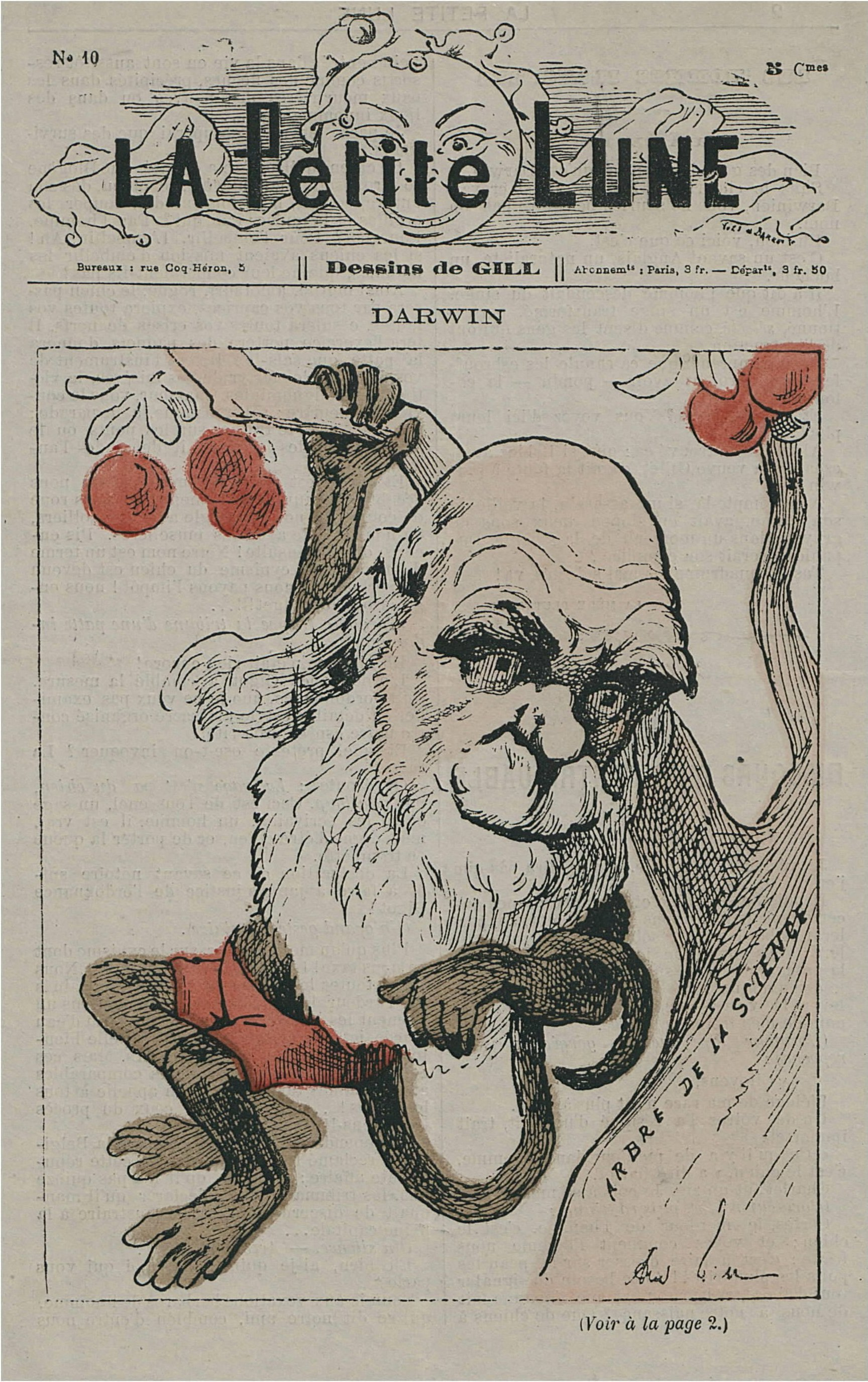
Autre célèbre caricature de Darwin, française, reproduite dans le magazine satirique La Petite Lune.

Le débat public le plus fameux a lieu à Oxford lors d'une réunion de l'Association britannique pour l'Avancement des Sciences. Le professeur John William Draper prononce un long plaidoyer en faveur de Darwin et du progrès social ; c'est alors que l'évêque d'Oxford, Samuel Wilberforce, s'en prend à Darwin. Dans la discussion qui s'ensuit, Joseph Dalton Hooker prend énergiquement parti pour Darwin tandis que Thomas Huxley se constitue comme le « bouledogue de Darwin ». Il fut en effet le défenseur le plus farouche de la théorie de l'Évolution à l'époque victorienne. Les deux partis se séparent en criant victoire chacun, mais Huxley reste célèbre par sa réponse. Comme Wilberforce lui avait demandé s'il descend du singe par son grand-père ou par sa grand-mère, Huxley rétorque : « c'est Dieu lui-même qui vient de le livrer entre mes mains » et il réplique qu'il « préférerait descendre d'un singe plutôt que d'un homme instruit qui utilisait sa culture et son éloquence au service du préjugé et du mensonge »,.
Le débat déborde le cadre de la science, de l'Église anglicane et du protestantisme. Les autorités de l'Église catholique entrent dans la polémique. Dès 1860, en effet, une réunion d'évêques qui se tient à Cologne précise la position catholique. Sans condamner Darwin, ni le principe de l'évolution des espèces animales, les évêques affirment qu'une intervention divine est nécessaire au moins à l'origine de l'univers (pour lui donner son existence et ses lois) ainsi que lors de l'apparition de l'homme. Ce sera désormais la position constante des autorités catholiques (moins hostiles à l'évolution que les courants protestants dits « créationnistes »).
Tenu éloigné des discussions publiques par sa maladie, Darwin n'en lit pas moins avec passion ce qu'on rapporte et reçoit des soutiens par courrier. Asa Gray convainc un éditeur aux États-Unis de payer des droits d'auteur, et Darwin fait venir et distribue la brochure de Gray qui montre que la sélection naturelle n'est nullement incompatible avec la théologie naturelle,. En Grande-Bretagne, ses amis, y compris Hooker et Lyell, prennent part aux discussions scientifiques qu'Huxley mène avec rage pour briser la domination de l'Église, incarnée par Owen, en faveur d'une nouvelle génération de professionnels de la science. Owen commet en effet l'erreur d'invoquer certaines différences anatomiques entre le cerveau du singe et le cerveau humain, et accuse Huxley de soutenir que « l'homme descend du singe ». Huxley est heureux de soutenir cette opinion et sa campagne, qui dure plus de deux ans, est une vraie catastrophe pour Owen et la « vieille garde », qui se trouvent ainsi éliminés des débats. Les amis de Darwin forment alors le « Club X ». Ils l'aident à lui valoir l'honneur de la médaille Copley que lui décerne la Royal Society en 1864.
Si l'ouvrage Vestiges a déjà suscité dans le public le plus vaste intérêt, L'Origine des espèces est traduit dans un grand nombre de langues et connaît de nombreuses réimpressions, devenant un texte scientifique de base accessible aussi bien à une classe moyenne curieuse de cette nouveauté qu'aux simples travailleurs qui se pressent aux conférences d'Huxley. La théorie de Darwin correspond d'ailleurs aux différents mouvements sociaux de l'époque et elle devient un des fondements clés de la culture populaire (par exemple, la chanson A lady fair of lineage high de William S. Gilbert et Arthur Sullivan interprétée par Princess Ida, qui décrit l'ascendance simiesque de l'homme, mais pas des femmes).

### Descent of Manet dernières années

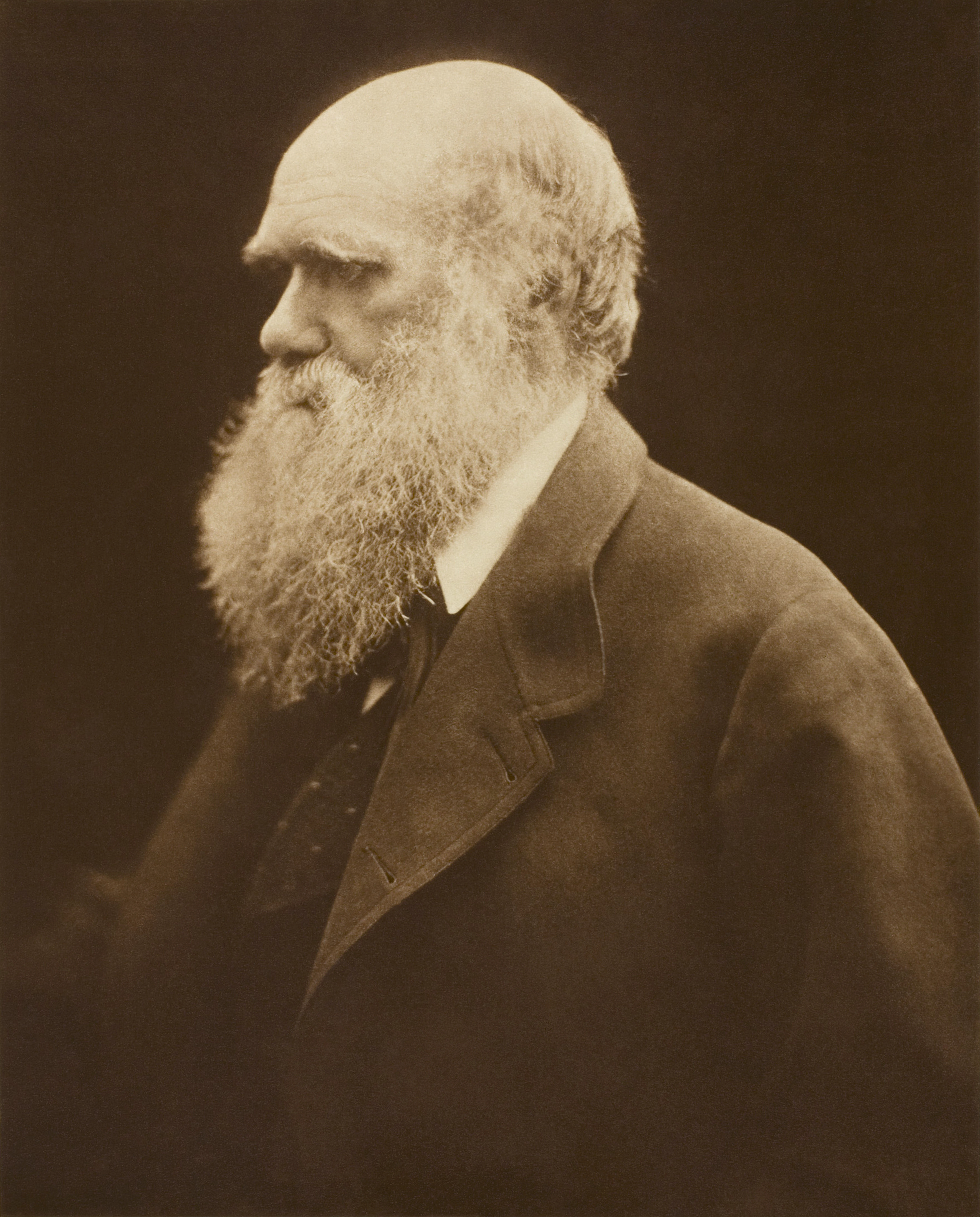
Portrait de Charles Darwin réalisé en 1868 par Julia Margaret Cameron.

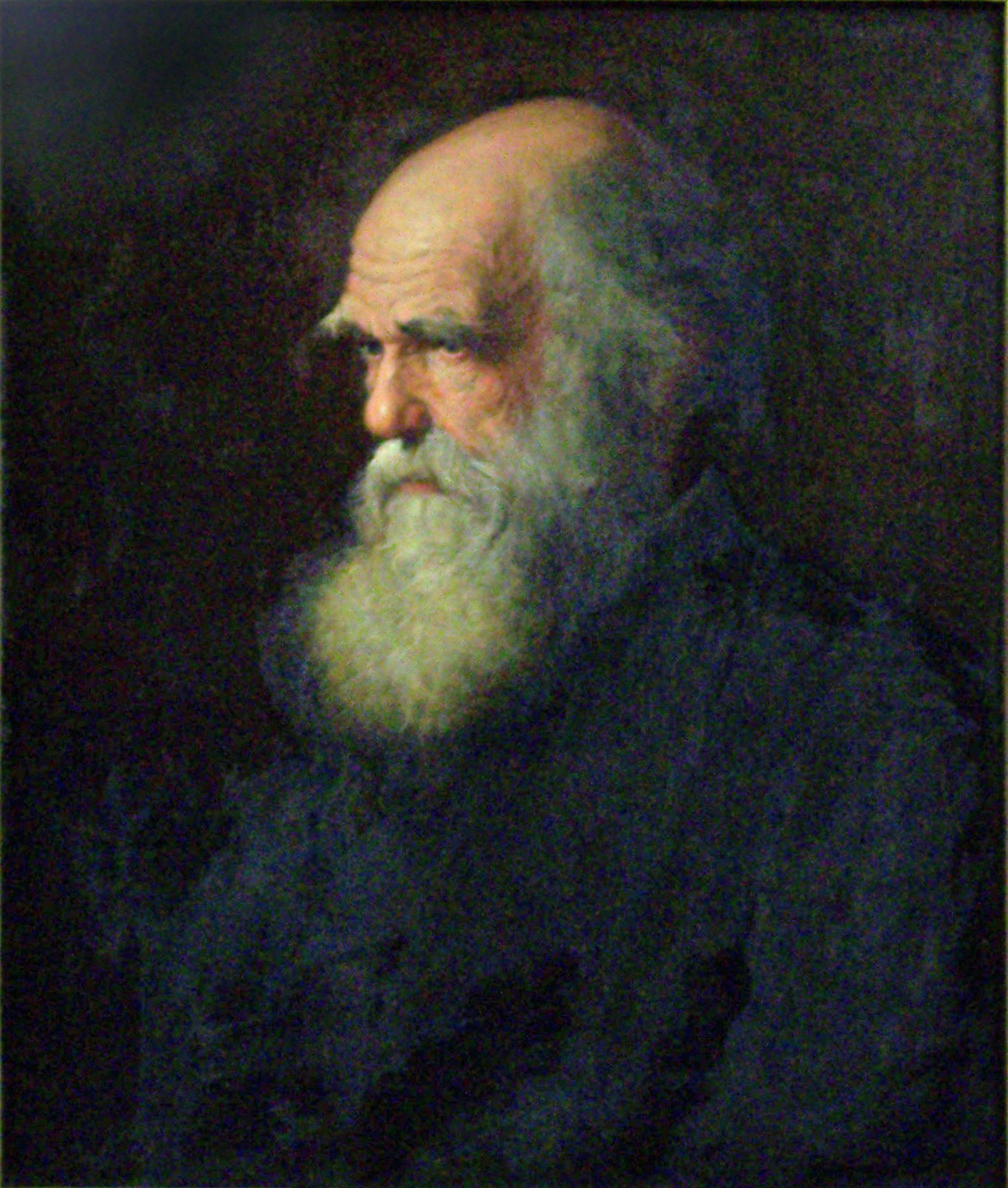
Portrait de Charles Darwin en 1875 par Walter William Ouless.

Malgré des rechutes continuelles pendant les vingt-deux dernières années de sa vie, Darwin continue son travail. Il publie un résumé de sa théorie mais les aspects les plus controversés de son « grand livre » restent incomplets, y compris la preuve explicite du fait que l'humanité descend d'animaux antérieurs à elle, et la recherche de causes possibles qui sont à la base du développement de la société et des capacités mentales de l'homme. Il doit encore expliquer des caractéristiques sans utilité évidente si ce n'est dans un but esthétique. Darwin continue par conséquent à faire des expériences, à chercher et à écrire.
Quand la fille de Darwin tombe malade, il suspend ses expériences sur les semences et les animaux domestiques pour l'accompagner au bord de la mer ; là il s'intéresse aux orchidées, et il en résulte une étude révolutionnaire sur la façon dont la beauté des fleurs sert à assurer la pollinisation par les insectes et à garantir une fertilisation avec croisement. Comme avec les balanes, les parties homologues remplissent des fonctions différentes chez les diverses espèces. De retour chez lui, il retrouve son lit de malade dans une pièce que remplissent ses expériences sur les plantes grimpantes. Il reçoit la visite d'Ernst Haeckel, un de ses admirateurs et qui a propagé sa théorie en Allemagne. Wallace continue aussi à le soutenir, bien qu'il verse de plus en plus dans le spiritisme.
De la variation des animaux et des plantes sous l'action de la domestication (1868) constitue la première partie du « grand livre » que Darwin projette d'écrire. Il travaille alors au développement du « résumé » qu'il a publié sous le titre L'Origine des espèces. Cette première partie s'agrandit jusqu'à devenir deux gros volumes, le forçant à laisser de côté l'évolution humaine et la sélection sexuelle. Elle se vend bien malgré sa taille.
Dans ce livre, Darwin continue à soutenir qu'une des causes de l'évolution est l'effet de l'usage et du non-usage, théorie déjà exposée par Lamarck qu'on appela plus tard transmission ou hérédité des caractères acquis. Il s'efforce maintenant de donner une explication théorique de l'hérédité des caractères acquis à l'aide de l'hypothèse de la pangenèse,. Un livre supplémentaire de démonstrations, qui traite dans le même style de la sélection naturelle, est écrit en grande partie, mais reste inédit jusqu'à ce qu'il soit transcrit en 1975.
La question de l'évolution humaine a été soulevée par ses partisans (et ses détracteurs) peu de temps après la publication de L'Origine des espèces, mais la contribution propre de Darwin sur ce sujet apparaît plus de dix ans plus tard avec l'ouvrage en deux volumes La Filiation de l'homme et la sélection liée au sexe, publié en 1871. Dans le deuxième volume, Darwin délivre en toutes lettres sa conception de la sélection sexuelle pour expliquer l'évolution de la culture humaine, les différences entre les sexes chez l'homme et la différenciation des races humaines, aussi bien que les sons et la musique ou encore la beauté du plumage chez les oiseaux, lequel ne semble pas, selon lui, le résultat d'une adaptation. L'année suivante Darwin publie son dernier travail important, L'Expression des émotions chez l'homme et les animaux, consacré à l'évolution de la psychologie humaine et sa proximité avec le comportement des animaux. Il développe ses idées selon lesquelles chez l'homme l'esprit et les cultures sont élaborés par la sélection naturelle et sexuelle, conception qui a connu une nouvelle jeunesse à la fin du XXe siècle avec l'émergence de la psychologie évolutionniste. Comme il conclut dans La Filiation de l'Homme, Darwin estime qu'en dépit de toutes les « qualités nobles » de l'humanité, et des « pouvoirs qu'elle avait développés », « L'homme porte toujours dans sa constitution physique le sceau ineffaçable de son humble origine ». Ses expériences et ses recherches concernant l'évolution trouvent leur conclusion dans des ouvrages sur le mouvement des plantes grimpantes, les plantes insectivores, les effets des croisements des plantes et leur auto-fertilisation, les différentes formes de fleurs sur des plantes de la même espèce, toutes recherches publiées dans La Capacité des plantes à se mouvoir. Dans ce dernier livre, il revient également à l'influence des lombrics sur la formation des sols.
Charles Darwin meurt à Downe, dans le Kent, le 19 avril 1882. Il a demandé à être enterré au cimetière St. Mary à Downe, mais sur les instances des collègues de Darwin, et notamment William Spottiswoode, président de la Société royale qui intervient pour qu'il reçoive des funérailles officielles, il est enterré dans l'abbaye de Westminster, près de l'astronome John Herschel et du physicien Isaac Newton.

## Enfants de Darwin
Les Darwin eurent dix enfants : deux moururent en bas âge, et la disparition d'Annie, alors qu'elle n'avait que dix ans, affecta profondément ses parents. Charles était un père dévoué et très attentif envers ses enfants. Chaque fois qu'ils tombaient malades, il craignait que ce soit dû à la consanguinité, puisqu'il avait épousé sa cousine, Emma Wedgwood. Il se pencha sur cette question dans ses écrits, mettant en opposition les avantages des croisements chez beaucoup d'organismes. Malgré ses craintes, la plupart des enfants qui survécurent firent des carrières remarquables, se distinguant même à l'intérieur de la famille Darwin-Wedgwood, déjà composée d'esprits fort brillants.
Parmi eux, George, Francis et Horace devinrent membres de la Royal Society, se signalant respectivement comme astronome, botaniste et ingénieur civil. Son fils Leonard fut militaire, politicien, économiste. Partisan de l'eugénisme, il eut comme disciple Sir Ronald Aylmer Fisher (1890-1962), statisticien et biologiste de l'évolution.

## Conceptions religieuses de Charles Darwin

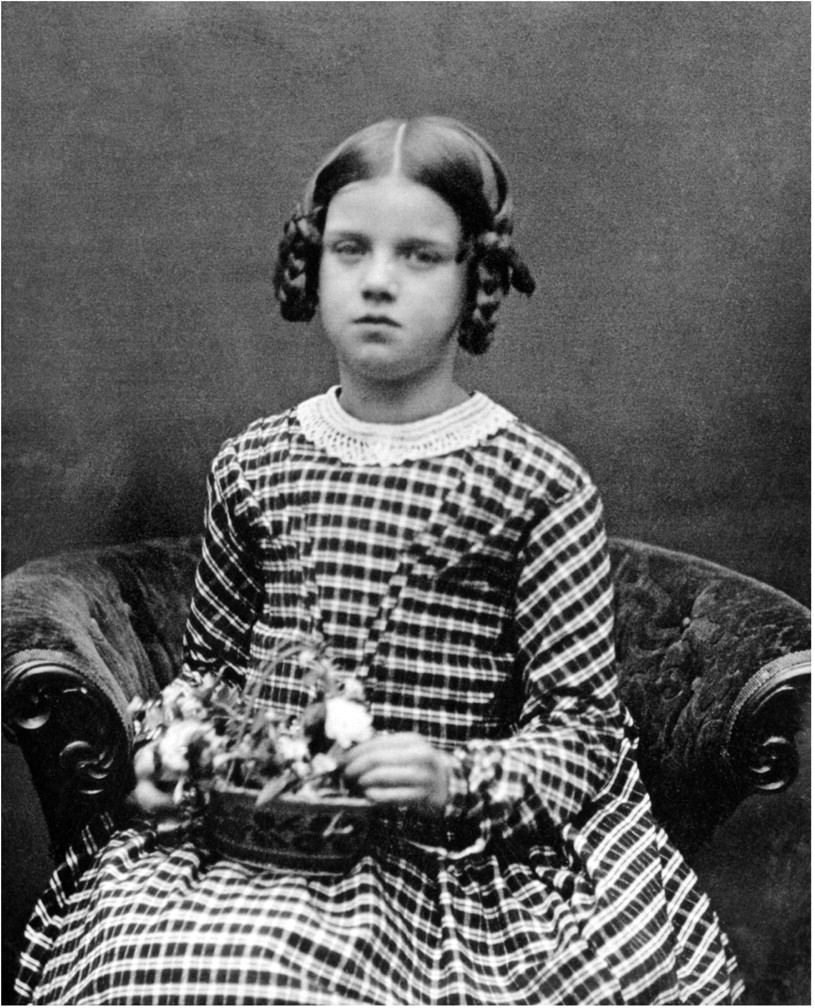
La mort de sa fille, Annie, en 1851, fut l'événement qui écarta Darwin, déjà en proie au doute, de la foi en un dieu bienfaisant.

Bien que sa famille fût en majorité non-conformiste et que son père, son grand-père et son frère fussent libres-penseurs, au début, Darwin ne doutait pas de la vérité littérale de la Bible. En ce sens, « l'œuvre de Darwin et sa postérité s'inscrivent plus précisément encore dans le cadre de l'époque victorienne ». Il avait fréquenté une école de l'Église d'Angleterre, puis étudié la théologie anglicane à Cambridge pour embrasser une carrière ecclésiastique. Il avait été convaincu par l'argument téléologique de William Paley qui voyait dans la nature un dessein prouvant l'existence de Dieu ; cependant, au cours du voyage du Beagle Darwin se demanda, par exemple, pourquoi de superbes créatures avaient été faites au fond des océans là où personne ne pourrait les voir, ou comment il était possible de concilier la conception de Paley d'un dessein bienveillant avec la guêpe ichneumon qui paralyse des chenilles pour les donner à ses œufs comme des aliments vivants,,. Il restait tout à fait orthodoxe et citait volontiers la Bible comme une autorité dans le domaine de la morale, mais ne croyait plus à l'historicité de l'Ancien Testament.
Alors qu'il menait ses recherches sur la transformation des espèces Darwin savait que ses amis naturalistes y voyaient une hérésie abominable qui mettait en péril les justifications miraculeuses sur lesquelles était fondé l'ordre social ; sa théorie ressemblait alors aux arguments radicaux qu'utilisaient les dissidents et les athées pour attaquer la position privilégiée de l'Église d'Angleterre en tant qu'Église établie. Bien que Darwin eût écrit que la religion était une stratégie tribale de survivance, il croyait cependant toujours que Dieu était le législateur suprême,. Cette conviction fut peu à peu ébranlée et, avec la mort de sa fille Annie en 1851, il finit par perdre toute foi dans le christianisme. Il continua à aider son église locale pour le travail paroissial, mais le dimanche il allait se promener pendant que sa famille se rendait à l'église. Désormais, il jugeait préférable de regarder la douleur et les souffrances comme le résultat de lois générales plutôt que d'une intervention directe de Dieu. Interrogé sur ses conceptions religieuses, il écrivit qu'il n'avait jamais été un athée dans le sens où il aurait nié l'existence de Dieu mais que, de façon générale, « c'est l'agnosticisme qui décrirait de la façon la plus exacte [son] état d'esprit ».
Le Récit de Lady Hope, publié en 1915, soutenait que Darwin était revenu au christianisme au cours de sa dernière maladie. Une telle affirmation a été démentie par ses enfants et les historiens l'ont également écartée. Sa fille, Henrietta, qui était à son lit de mort, a en effet dit que son père n'était pas retourné au christianisme. Ses derniers mots ont été en réalité adressés à Emma : « Rappelez-vous la bonne épouse que vous avez été ».

## Darwinisme

### Théorie de la sélection naturelle
Si la théorie du transformisme de Lamarck a ouvert la voie, la révolution évolutionniste est arrivée avec Charles Darwin et son ouvrage De l'origine des espèces (1859) dans lequel deux grandes idées, appuyées par des faits, émergent : l'unité et la diversité du vivant s'expliquent par l'évolution, et le moteur de l'évolution adaptative est la sélection naturelle. Un manuscrit inachevé de 1856-1858 permet d'attirer l'attention sur le fait que la théorie de la sélection naturelle telle qu'exposée dans De l'Origine des Espèces n'était pour Darwin qu'un résumé provisoire de ses vues. Darwin avait en effet projeté d'écrire trois volumes (l'un sur les variations des espèces domestiques, un second sur celles à l'état de nature et un dernier consacré à la sélection naturelle générale). La crainte de perdre la paternité de sa découverte au profit de Alfred Wallace poussa Darwin à ne publier que ses écrits provisoires et partiels. En effet, seul le premier parut, en 1868, dans De l'Origine des Espèces, accompagné de réponses à d'éventuelles critiques sur divers sujets.

#### Histoire de l'expression
Dans la 1re édition, Darwin n'utilise pas le mot évolution mais le mot « variation » ou « variability », pour signifier des petites variations successives à chaque descendance (ex. : « on the principle of successive slight variations », ou le titre du chapitre 2 : « variation under nature ») ou bien le mot « modification » : « the theory of descent with modification through natural selection ». Il a fallu attendre la 6e et dernière édition de l'ouvrage, dix ans après, pour que l'auteur utilise à plusieurs reprises le mot « Evolution » : « The fact would be fatal to the theory of evolution through natural selection », ou « Now, things are wholly changed, and almost every naturalist admits the great principle of evolution ». Selon Étienne Gilson, c'est parce que le mot signifiait au XVIIe siècle une évolution vers quelque chose de défini à l'avance, et qu'à l'époque de Darwin le mot était déjà utilisé par Spencer pour une doctrine philosophique sur l'évolution psychologique, sociale et biologique du vivant. Cependant, comme dans l'esprit du public ce mot était attaché à sa propre doctrine, il vint à l'utiliser lui-même. Cela ne change rien toutefois à la doctrine elle-même.
De fait, à la fin du XIXe siècle, le mot « évolution » a acquis le sens actuel d'évolution des espèces au sens darwinien, et Spencer se plaint amèrement de l'amalgame fait par le public et les scientifiques entre le concept général d'évolution dont il est l'auteur et le sens particulier d'évolution biologique popularisé par les idées de Darwin. Il publie en décembre 1895 un article en anglais, allemand et français pour faire valoir son antériorité, mais en vain.
L'évolution et ses mécanismes sont encore largement étudiés aujourd'hui ; en effet, de nombreux points, déjà soulevés par Charles Darwin, sur les mécanismes de l'évolution ne sont pas encore éclaircis. Par ailleurs le darwinisme a dès ses débuts souffert d'un amalgame avec l'évolutionnisme : « Du vivant même de Darwin, vingt ans après la parution de De l'Origine des Espèces, le terme darwinisme était pratiquement devenu synonyme d'évolutionnisme », renvoyant à un évolutionnisme finalisé et universalisant, dilué dans la notion de progrès linéaire et de plus en plus fondé sur la notion d'hérédité des caractères acquis. Cette divergence tient des apports de Weismann et de Wallace, puis de la redécouverte des lois de Mendel en 1900. Enfin, « De nos jours encore, l'usage des termes demeure ambigu. Pour les biologistes contemporains, le « darwinisme » désigne essentiellement — mais pas toujours — la théorie de la sélection naturelle, et dès la fin du XIXe siècle s'esquissent des théories de l'évolution regroupées sous le terme — d'abord péjoratif — de « néo-darwinisme ».

#### Postulats de la théorie de l'Évolution
Dans son livre De l'origine des espèces, Darwin expose une théorie selon laquelle, étant donné que tous les individus d'une espèce diffèrent légèrement entre eux et d'une génération à l'autre, et que seule une partie de ces individus réussit à se reproduire, seuls les descendants des individus les mieux adaptés à leur environnement survivront et se reproduiront en transmettant les variations utiles à leur survie. Ainsi, comme les individus sélectionnés transmettent leurs caractères à leur descendance, les espèces évoluent et s'adaptent en permanence à leur environnement. Il baptise du nom de « sélection naturelle » cette sélection des individus les mieux adaptés. Ainsi, de façon sommaire, la sélection naturelle désigne le fait que les traits qui favorisent la survie et la reproduction voient leur fréquence s'accroître d'une génération à l'autre ; elle repose sur trois principes : le principe de variation, qui explique que les individus diffèrent les uns des autres, ainsi que d'une génération à l'autre, le principe d'adaptation (les individus les plus adaptés au milieu survivent et se reproduisent davantage) et le principe d'hérédité, enfin, qui pose que les caractéristiques d'une espèce sont héréditaires. Darwin met en avant la notion de lutte pour l'existence ou de lutte pour la vie (struggle for life, struggle for existence), principe qui est au cœur de la sélection naturelle. La lutte pour l'existence, qui a lieu parce que les ressources sont limitées, peut avoir lieu de diverses manières : soit par la compétition, soit par la solidarité et la coopération. Celle-ci peut se faire à l'intérieur d'une espèce comme c'est le cas généralement chez les animaux sociaux, ou bien elle peut avoir lieu entre plusieurs espèces différentes, comme dans le cas des symbioses. On trouve également chez Darwin la notion de « sélection sexuelle », qui peut prendre différentes formes également : par exemple une lutte entre mâles pour la possession des femelles (certains primates, les cervidés), la préférence des femelles pour certaines caractéristiques chez les mâles (cas de la roue du paon, préférence des oiseaux femelles pour les mâles colorés) ou des mâles pour certaines caractéristiques chez les femelles. Il conçoit également un « principe de divergence » qui explique notamment l'extinction des espèces.

#### La fin du finalisme en biologie: une rupture humaine, épistémologique et métaphysique
La théorie de l'évolution des espèces au moyen de la sélection naturelle a comme conséquence une rupture complète avec la notion de finalisme. Par là on entend l'idée que l'évolution de la nature poursuivrait une intention : soit une intention immanente à la nature, comme on peut le voir par exemple chez Aristote, soit une intention qui émane de Dieu. Darwin se comporte ici de bout en bout comme un scientifique exclusif qui considère la nature comme une mécanique obéissant uniquement aux lois naturelles : « I mean by Nature, only the aggregate action and product of many natural laws ». Par ailleurs il réfute au chapitre IV de l'édition de 1872 l'interprétation selon laquelle la sélection naturelle serait une sorte d'intention consciente des animaux, de la nature ou de Dieu : « Others have objected that the term selection implies conscious choice in the animals which become modified […] It has been said that I speak of natural selection as an active power of Deity ». Il confesse que l'expression est peut-être mal choisie, mais que c'est un raccourci utile, une métaphore : « In the literal sense of the word, no doubt, natural selection is a false term ». Mais il objecte que la plupart des termes scientifiques sont également des métaphores : « Everyone knows what is meant and is implied by such metaphorical expressions ; and they are almost necessary for brevity » .
Même les caractères acquis par l'usage fréquent d'un organe dont parle Darwin, qui n'avait pas connaissance des travaux de Mendel, et qui sont transmissibles par hérédité, ne peuvent pas être considérés comme une intention de la part de l'animal.
Ce sont les seules nécessités de la vie qui font qu'un être vivant utilise ou non telle ou telle capacité, qui de ce fait se développe ou s'atrophie tel un muscle. Il s'agit donc d'une action involontaire et inconsciente. C'est ce qui fait dire à un commentateur : « ce processus de sélection est un pur mécanisme, ce qui signifie que ne s'y repèrent aucune finalité, aucune intention, aucune planification, mais bien plutôt la contingence et le hasard ».
Ce développement, pour rendre compte de la biologie et de la diversité des espèces, d'une théorie scientifique non finaliste et mécaniste pouvant se passer de Dieu et reposant sur les seules lois de la nature, aura des conséquences humaines, épistémologiques et métaphysiques considérables.
On pourrait résumer ces conséquences par un propos de Victor Hugo : « Et quand un grave Anglais, correct, bien mis, beau linge, Me dit : — Dieu t'a fait homme et moi je te fais singe ; Rends-toi digne à présent d'une telle faveur ! — Cette promotion me laisse un peu rêveur ». Pour Freud, ce sera l'objet d'une blessure narcissique aussi importante que la découverte de la rotation de la Terre autour du soleil : l'homme n'est pas au centre de l'univers et n'a pas de place privilégiée dans l'ordre de la création, puisque la nature n'a pas été créée à son intention, et lui-même n'a pas été créé de manière intentionnelle. La théorie de l'évolution de Darwin nous donne un argument pour dire que l'homme, comme tout ce qui est, n'est que le fruit du hasard (ou de la contingence) et de la nécessité, selon l'expression de Théodore Monod : « L'ancienne alliance est rompue ; l'homme sait enfin qu'il est seul dans l'immensité indifférente de l'Univers d'où il a émergé par hasard. Non plus que son destin, son devoir n'est écrit nulle part ».

#### Critiques du darwinisme
Les critiques à l'égard de Darwin et de sa théorie sont de trois ordres : les critiques politiques, sociales et philosophiques ; les critiques scientifiques avec Rémy Chauvin, Pierre-Paul Grassé ou Étienne Rabaud ; et les critiques religieuses, avec le créationnisme et l'Église catholique romaine.
En 1910, le sociologue Jacques Novicow publie La critique du darwinisme social, qui contient une critique du darwinisme sur le plan biologique et une critique de l'usage qui est fait du darwinisme dans la sociologie. Une critique d'ordre politique provient de Karl Marx et de Friedrich Engels qui dans leur correspondance notent l'analogie entre le principe de la sélection naturelle et le fonctionnement du marché capitaliste. Mais ils ne développeront pas plus avant cette critique, aujourd'hui reprise et étoffée par l'historien des sciences André Pichot dans son ouvrage publié en 2008. Karl Marx cite l'Origine des Espèces dans le Capital et y note l'analogie et la distinction entre « l'histoire de la technologie naturelle » et « l'histoire de la formation des organes productifs de l'homme social ».
La critique scientifique prend diverses formes.
Le néo-lamarckien Étienne Rabaud critique de manière assez radicale la notion d'adaptation, en montrant que la sélection naturelle ne retient pas le plus apte, mais élimine seulement les organismes dont l'équilibre des échanges est déficitaire. Pour Rémy Chauvin dans Le Darwinisme ou la fin d’un mythe. L’esprit et la matière le darwinisme s'apparente à une secte prônant un athéisme obtus, aux postulats scientifiques contestables.
Mais c'est surtout le problème du chaînon manquant de la lignée humaine (un être qui serait intermédiaire entre le singe et l'homme) qui a longtemps été employé contre la théorie de l'évolution.

### Théorie synthétique de l'évolution
La découverte des lois de Mendel et de la génétique au début du XXe siècle bouleverse la compréhension des mécanismes de l'évolution et donne naissance à la théorie synthétique de l'évolution ou evolutionary synthesis, fondée par Ernst Mayr. Cette théorie est une combinaison de la théorie de la sélection naturelle proposée par Darwin et de la génétique mendélienne. Elle est à l'origine de nouvelles méthodes dans l'étude de l'évolution, comme la génétique des populations permise par Sewall Wright puis par Theodosius Dobzhansky (Genetics and the Origin of Species, 1937) par exemple. La Sélection n'est dès lors plus seulement un processus d'élimination ni même un mécanisme de changement mais elle peut aussi maintenir la stabilité des populations par des « procès d'équilibration ». Les découvertes les plus récentes confortent ainsi l'idée de l'existence d'une très grande fréquence des variations, même si, remarque Daniel Becquemont, cette théorie synthétique pose autant de problèmes que la théorie de Darwin en son temps.

## Continuateurs de Darwin

### Trois versions du darwinisme
Plusieurs courants se rattachant au darwinisme apparurent dans le sillage des découvertes de Darwin. D'un côté la pensée de Darwin fut définitivement rejetée, de l'autre elle a été approfondie mais aussi transformée, note Daniel Becquemont. Si l'on excepte les interprétations politiques comme celles de Francis Galton ou de Weldon, trois disciples de Darwin développèrent sa théorie dans des sens différents en fonction des nouveaux apports de la science biologique ; tous trois peuvent se réclamer légitimement de l'héritage darwinien.
Avec le biologiste allemand August Weismann (1834-1914) tout d'abord le darwinisme se « rénove », au travers de sa théorie de la sélection germinale et qui soutient qu'il se produit une sorte de sélection au niveau des éléments constituants du plasma germinatif, qui entrent alors en concurrence. Weisman permit « une distinction fondamentale entre les variations non transmissibles du phénotype et la variation génotypique, seules sources de l'évolution ». Alfred Russel Wallace (1823-1913) publie en 1895 un traité complet consacré au darwinisme dont l'essentiel de la démonstration très proche de celle de Darwin, est consacrée à l'illustration de la validité de la théorie de la sélection naturelle, concernant la couleur et les caractères sexuels secondaires. Sur ce point, selon Daniel Becquemont, Wallace se montre plus darwinien que Darwin, puisque ce dernier n'a jamais voulu reconnaître que ces caractères obéissent également à la loi de la sélection naturelle. Néanmoins il s'en écarte par son soutien à l'idée que la notion d'utilité régit la sélection naturelle. Wallace vécut dans l'ombre de Darwin, même s'il fut le codécouvreur de la théorie de la sélection naturelle. Pourtant il en développa la portée et les contours, si bien que de nombreuses critiques, dont celle d'un partisan de l'orthodoxie darwinienne comme George John Romanes (1848-1894), lui attachent le surnom de « père du néo-darwinisme ». Ce dernier réfute la notion d'utilité en biologie, expliquant que la sélection naturelle n'est jamais parfaite mais procède d'adaptations temporaires. Il défend ainsi principalement la notion d'hérédité des caractères acquis.

### Héritage de Darwin auXXesiècle
C'est avec la redécouverte des travaux de Gregor Mendel en 1900 par plusieurs naturalistes que se prolonge l'apport de Darwin, notamment dans son rapprochement de la génétique. Les premières théories mutationnistes apparaissent alors, avec Hugo de Vries et Wilhelm Johannsen, puis avec Thomas Hunt Morgan, Fritz Müller et Alfred Sturtevant. Le darwinisme se scinda dès lors en deux courants, l'un lié à la génétique et un autre plus traditionnel et naturaliste. Le premier voyait l'évolution en termes de pression de mutation alors que le second raisonnait par spéciation et adaptation.
Stephen Jay Gould est un paléontologue américain qui a beaucoup œuvré à la vulgarisation de la théorie de l'évolution en biologie et à l'histoire des sciences depuis Darwin. Il a formulé la théorie des équilibres ponctués, selon laquelle les transitions évolutives entre les espèces au cours de l'évolution se font brutalement et non graduellement. Par la suite, il en viendra à insister sur le rôle du hasard dans l'évolution (la « contingence »), contre la vision adaptationniste naïve qu'il critique. Il a aussi mené la campagne contre les créationnistes, avec le procès visant à démontrer que la « science » de ces derniers, principalement représentée par le dessein intelligent (en anglais intelligent design), ne répondait pas aux critères fondamentaux de la méthode scientifique, et n'était qu'un moyen détourné de contourner la loi afin d'imposer l'enseignement du créationnisme à l'école en lui donnant un visage pseudo-scientifique. Gould a travaillé avec un autre défenseur et continuateur de Darwin, Niles Eldredge, auteur de Darwin : Discovering the Tree of Life.
Richard Dawkins, éthologiste britannique et vulgarisateur et théoricien de l'évolution, est enfin le principal défenseur de l'héritage darwinien au XXe siècle, et en particulier face à la théorie du dessein intelligent. Il prolonge le darwinisme dans le champ de la génétique avec son concept de « gène égoïste » en soutenant que mettre au centre de l'évolution le gène est une meilleure description de la sélection naturelle et que la sélection au niveau des organismes et des populations ne l'emporte jamais sur la sélection par les gènes. Par ailleurs sa mémétique développe l'idée que les gènes ont un équivalent culturel, les mèmes. Sa théorie est toutefois très réductionniste, comparée à celle de Darwin, au sens où le véritable sujet de l'histoire, ce sont les gènes, les organismes n'étant que des supports de transition. Chez Darwin la conception de la nature est beaucoup plus riche, l'évolution n'en est que l'un des aspects, l'extrême diversité des relations entre organismes en est un autre, et les individus vivent leur histoire en tant que tels.

## Interprétations politiques
Les écrits et les théories de Darwin, combinés avec les découvertes génétiques de Gregor Mendel (1822-1884) (la théorie synthétique de l'évolution), sont considérés comme formant la base de toute la biologie moderne,. Cependant, la renommée et la popularité de Darwin ont conduit à associer son nom à des idées et des mouvements qui n'entretiennent qu’une relation indirecte à son œuvre, voire sont à l’opposé de ses convictions.
Il faut dire qu'il est arrivé au moins une fois à Darwin d'exprimer des idées racistes et de les mettre en relation avec sa théorie. Ainsi, dans le passage suivant, il considère le Noir et l'aborigène australien comme plus proches du gorille que le Caucasien :

« Dans un avenir pas très lointain si on compte par siècles, les races humaines civilisées vont certainement exterminer les races sauvages et prendre leur place à travers le monde. En même temps, comme l'a remarqué le Professeur Schaaffhausen, les singes anthropomorphes seront sans aucun doute exterminés. Le fossé entre l'homme et ses plus proches alliés sera alors plus large, car il séparera d'une part l'homme arrivé à un état plus civilisé, pouvons-nous espérer, que le Caucasien lui-même, et d'autre part quelque singe aussi inférieur que le babouin, au lieu de passer comme aujourd'hui entre le nègre ou l'aborigène australien d'une part et le gorille d'autre part. »

### Eugénisme
À la suite de la publication par Darwin de son ouvrage principal, De l'Origine des Espèces, son cousin Francis Galton appliqua ses conceptions à la société humaine, commençant en 1865 à promouvoir l'idée de « l'amélioration héréditaire », d'abord dans l'essai Hereditary talent and character de 1865, puis dans Hereditary genius: an inquiry into its laws and consequences, dans lequel il élabore sa théorie de façon détaillée en 1869, vision biométrique du darwinisme. Dans La Filiation de l'homme et la sélection liée au sexe, Darwin convient que Galton ait démontré qu'il était probable que le « talent » et le « génie » chez l'homme fussent héréditaires, mais il juge trop utopiques les changements sociaux que proposait Galton. Ni Galton ni Darwin ne soutenaient cependant une intervention gouvernementale, et ils pensaient que, tout au plus, l'hérédité devrait être prise en considération par les individus dans la recherche de partenaires. En 1883, après la mort de Darwin, Galton commença à appeler « eugénisme » sa philosophie sociale. Au XXe siècle, les mouvements eugénistes négatifs devinrent populaires dans un certain nombre de pays protestants, et participèrent aux programmes destinés à bloquer la reproduction tels que ceux de stérilisation contrainte aux États-Unis. Leur usage par l'Allemagne nazie dans ses objectifs de « pureté raciale » fit tomber ces méthodes en disgrâce.

### Darwinisme social (spencérisme)
On retient généralement que Herbert Spencer a appliqué les thèses évolutionnistes et la notion de « survie du plus apte » à la société humaine. Friedrich Hayek a contesté le sens dans lequel les idées évolutionnistes se sont diffusées. Selon lui, c'est de la sociologie et de l'économie que vient l'évolutionnisme, et non de la biologie. C'est d'ailleurs ce que Darwin lui-même écrit dans le chapitre 3 de l'origine des espèces :

« J'ai donné à ce principe, en vertu duquel une variation si insignifiante qu’elle soit se conserve et se perpétue, si elle est utile, le nom de sélection naturelle, pour indiquer les rapports de cette sélection avec celle que l’homme peut accomplir. Mais l’expression qu’emploie souvent M. Herbert Spencer : « la persistance du plus apte », est plus exacte et quelquefois tout aussi commode.
Aussi, comme il naît plus d’individus qu’il n’en peut vivre, il doit y avoir, dans chaque cas, lutte pour l’existence, soit avec un autre individu de la même espèce, soit avec des individus d’espèces différentes, soit avec les conditions physiques de la vie. C’est la doctrine de Malthus appliquée avec une intensité beaucoup plus considérable à tout le règne animal et à tout le règne végétal, car il n’y a là ni production artificielle d’alimentation, ni restriction apportée au mariage par la prudence. »

Il est donc établi que Darwin a été influencé par l'économiste Thomas Malthus et qu'il a emprunté à Spencer l'idée de survie des plus aptes.
Les idées qu'on désigne aujourd'hui sous le nom de « darwinisme social » sont devenues populaires à la fin du XIXe siècle et au début du XXe siècle, au point d'être utilisées pour défendre différentes perspectives idéologiques, parfois contradictoires, y compris l'économie du « laissez-faire », le colonialisme, le racisme ou encore l'impérialisme. Le terme de « darwinisme social » date des années 1890, mais il est devenu courant en tant que terme polémique au cours des années 1940, quand Richard Hofstadter a critiqué le conservatisme du laissez-faire. Suivant les auteurs, le darwinisme social est alors le principe qui motive l'application de politiques conservatrices ou bien le dessein que prêtent les opposants des conservateurs à ceux-ci pour les discréditer. Il est finalement appliqué à des progressistes qui intègrent la volonté humaine comme facteur de l'évolution. Ces concepts préexistaient à la publication par Darwin de L'Origine en 1859,, puisque Malthus était mort en 1834 et que Spencer avait publié en 1851 ses livres sur l'économie et en 1855 ses livres sur l'évolution. Darwin lui-même insistait pour que la politique sociale n'obéît pas simplement aux concepts de lutte et de sélection dans la nature, et pensait que la sympathie devait s'étendre à toutes les races et toutes les nations,. Héritière du darwinisme social, la sociobiologie est une approche née aux États-Unis à partir de 1975 sous l'impulsion d'Edward O. Wilson, professeur de zoologie à Harvard. Dans Sociobiology, the new synthesis, Wilson explique que les êtres vivants sont en perpétuelle compétition pour essayer d'améliorer leur situation, et qu'ainsi l'éthologie animale est conditionnée par la sélection naturelle. Selon le chercheur Patrick Tort, ces théories pseudo-scientifiques utilisent à leurs propres fins les postulats darwiniens, les détournant ainsi de leur cadre épistémologique.

## Hommages

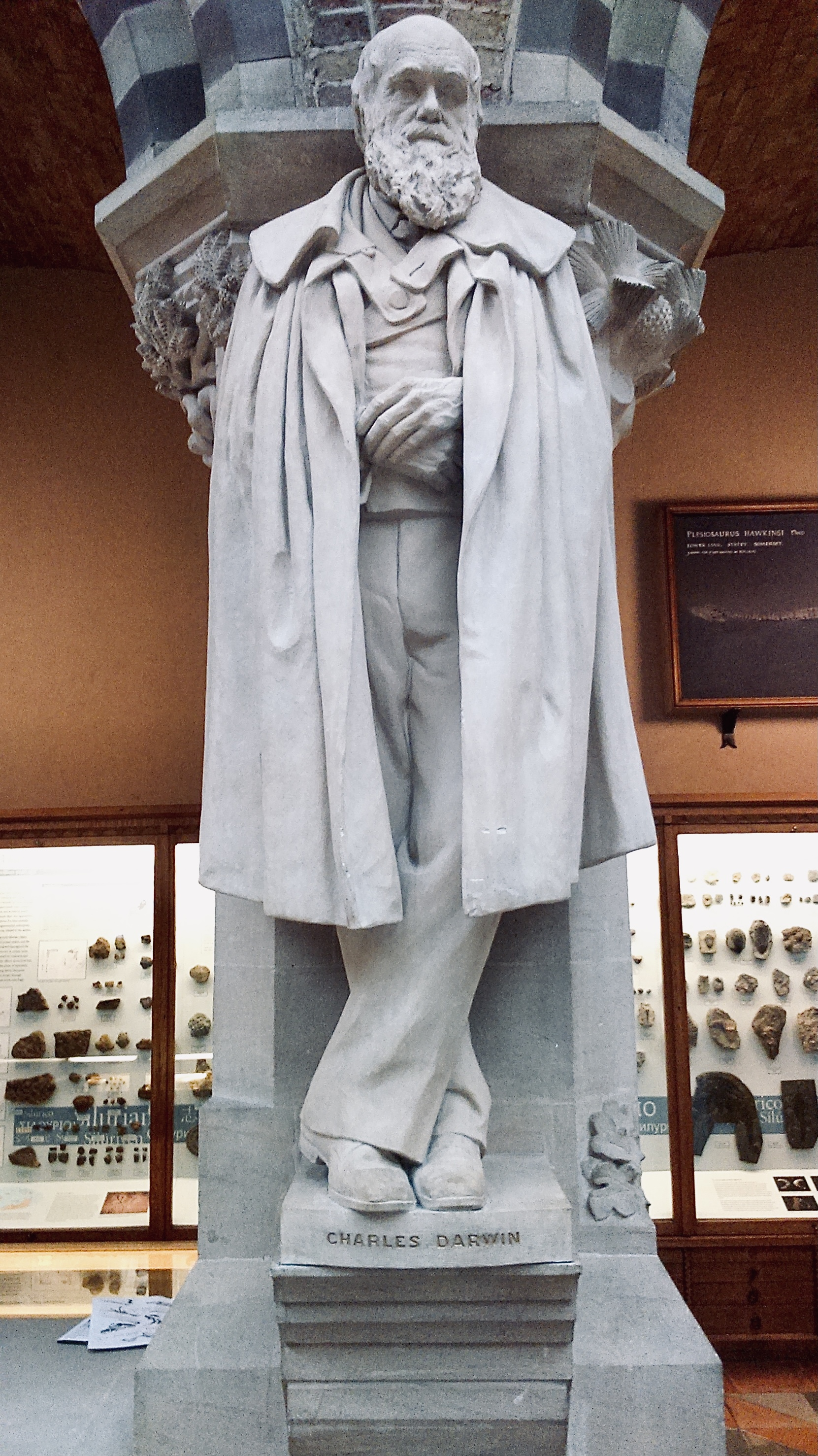
Statue de Charles Darwin au musée d'histoire naturelle de l'université d'Oxford ; œuvre de Henry Hope-Pinker inaugurée en 1899.

Durant la vie de Darwin et après sa mort, de nombreuses espèces et plusieurs lieux ont été nommés en son honneur.
Ainsi, les 14 espèces de pinsons qu’il avait découvertes dans les îles Galápagos ont été surnommées les « pinsons de Darwin », et bien d'autres espèces animales ou végétales ont reçu pour épithète spécifique darwini ou darwinii (« de Darwin »), comme Wallacea darwini, décrite par G. F. Hill en 1919 et faisant également référence à Alfred Wallace ou Hamitermes darwini décrite par le même auteur en 1922.
Parmi les toponymes faisant référence à Darwin, le premier est le canal de Darwin, prolongement occidental du canal Beagle qui relie ce dernier à l’océan Pacifique. C’est le capitaine FitzRoy qui le lui a dédié après une action de Darwin : parti avec deux ou trois marins, il a le réflexe de les conduire sur le rivage lorsqu’il voit un pan d’un glacier s’effondrer dans la mer et provoquer une forte vague, celle-ci aurait probablement balayé leur embarcation. Le mont Darwin lui a été dédié lors de son 25e anniversaire. Lorsque le Beagle était en Australie en 1839, John Lort Stokes, ami de Darwin, a découvert un port naturel que le capitaine de vaisseau John Clements Wickham a baptisé du nom de Port Darwin,. La colonie de Palmerston, fondée en 1869, fut rebaptisée Darwin en 1911. Elle est devenue la capitale du Territoire du Nord de l’Australie. Cette ville s’enorgueillit de posséder une université Charles-Darwin et un parc national Charles Darwin. Enfin, le Darwin College de l’université de Cambridge, fondé en 1964, a été baptisé ainsi en l’honneur de la famille Darwin, en partie parce qu’elle possédait une partie des terrains sur lesquels il était bâti.
En 1935, l'Union astronomique internationale a donné le nom de Darwin à un cratère lunaire. Il existe également un cratère sur la planète Mars qui porte le nom de Darwin.
En 2000, une image de Darwin a été utilisée par la banque d'Angleterre pour le billet de dix livres sterling en remplacement de l’image de Charles Dickens. L'année 2009 est une année particulière pour honorer la mémoire de la naissance de Charles Darwin il y a 200 ans, et la publication de L'Origine des espèces il y a 150 ans, en 1859. Plusieurs activités à travers le monde sont prévues. Une pièce de deux livres commémorant la naissance de Darwin et l'ouvrage De l'Origine des espèces a été frappée en 2009. Enfin la médaille Darwin est attribuée par la Royal Society un an sur deux à un biologiste ou à un couple de biologistes. Cette récompense vise à distinguer des recherches dans un domaine de la biologie sur lequel Charles Darwin a travaillé.

## Influence de Darwin et de sa théorie dans la société
Le film Le Cauchemar de Darwin (2004) est un documentaire sur la disparition de la biodiversité dans le lac Victoria, objet de polémique. Après Darwin et la révolution scientifique qui s'est ensuivie, l'évolution s'est propagée dans la culture populaire. Précurseur de la science-fiction moderne, l'écrivain H. G. Wells a été très marqué par les travaux de Darwin dont il s'est inspiré pour écrire son œuvre et notamment La Machine à explorer le temps et La Guerre des mondes. Dans la culture populaire, l'histoire du comic X-Men est basée sur l'évolution de l'homme qui octroie des super-pouvoirs à une part croissante de l'humanité. L'un des mutants de ce comic est d'ailleurs surnommé Darwin en raison de sa capacité à s'adapter à son environnement. Les jeux vidéo SimLife et Spore sont des simulateurs de vie fondés sur les lois du darwinisme. Le pastafarisme (ou Flying Spaghetti Monsterism) parodie la création de l'homme par les pâtes célestes alors que les Darwin Awards est le prix humoristique destiné à ceux qui, victimes d'accidents mortels dus à leur inconséquence, retirent ainsi aimablement leurs gènes de la circulation.

## Représentations dans la fiction

### Littérature
Dans le roman humoristique pour la jeunesse Les Pirates ! Une aventure avec les savants (Pirates! In an adventure with scientists) publié par l'écrivain britannique Gideon Defoe (en) en 2004, Charles Darwin est représenté comme un jeune homme timide et maladroit à qui son aventure va inspirer la future expédition du Beagle.
Charles Darwin est l'un des personnages principaux du roman L'Arche de Darwin (Galapagos Regained) de James Morrow, paru en 2015, qui obtient le Grand Prix de l'Imaginaire en 2018.
Dans son livre Darwin, le dernier chapitre, l'écrivain français Michel Moatti retrace, sous forme d'un roman policier, le voyage de Darwin sur le Beagle, s'inspirant de son journal de voyage et de celui du capitaine FitzRoy.

### Filmographie
Charles Darwin a été représenté à l'écran dans plusieurs productions cinématographiques et télévisuelles, que ce soit des Biopic ou des comédies :
- 1969 : 33 1/3 Revolutions per Monkee d’Art Fisher avec Brian Auger ;
- 1972 :
  - The Darwin Adventure de Jack Couffer avec Nicholas Clay;
  - The Wonderful Stories of Professor Kitzelde de Shamus Culhane avec dans l'épisode 9 Darwin ;
- 1976 : Darwin ou l’Evangile du diable de Gérard Chouchan avec Yves Kerboul ;
- 1978 : Le Voyage de Charles Darwin de Martyn Friend avec Malcolm Stoddard ;
- 1988 : Einstein junior de Yahoo Serious avec Basil Clarke ;
- 1993 : Darwin de Peter Greenaway avec Bert Svenhujsen ;
- 1994 : Il était une fois… les Découvreurs de Albert Barillé dans l'épisode 15 Darwin et l'évolution ;
- 2001 : Evolution de Clear Blue Sky Prod avec Chris Larkin ;
- 2002 : Darwin’s Daughter de James Runcie avec Pip Torrens ;
- 2009 :
  - Le Grand Voyage de Charles Darwin (Les origines de la théorie de l’évolution) de Steve Murray avec Liam Norri (enfant) et im Paige (adulte) ;
  - Darwin’s Brave New World de Lisa Mathews avec Socratis Otto ;
  - Darwin (R)évolution de Philippe Tourancheau avec Jean-Pierre Marielle ;
  - The Voyage that Shook the World de Steve Murray avec John Unicomb ;
  - Darwin's Darkest Hour de John Bradshaw avec Henry Ian Cusick ;
  - Creation, de Jon Amiel avec Paul Bettany ;
- 2010 : Cadavres à la pelle de John Landis avec Christian Brassington ;
- 2012 :
  - Curious Soul de Pradeep Shahi avec Christopher Collins ;
  - Les Pirates ! Bons à rien, mauvais en tout de Peter Lord avec David Tennant ;
- 2015 : Super Science Friends de Brett Jubinville avec Matt Servo ;
- 2016 : Darwin à la découverte du monde, épisode de la série documentaire d'animation Points de Repères diffusé sur Arte le 30 octobre 2016.

### Jeux
Charles Darwin apparaît également dans le jeu vidéo Assassin's Creed Syndicate, où il croise à plusieurs reprises la route des protagonistes Jacob et Evie Frye. Il est également au cœur du scénario d'une extension téléchargeable (DLC) intitulée La conspiration de Darwin et Dickens ainsi que dans le jeu Curious Expedition, où il est un personnage jouable.

## Chronologie

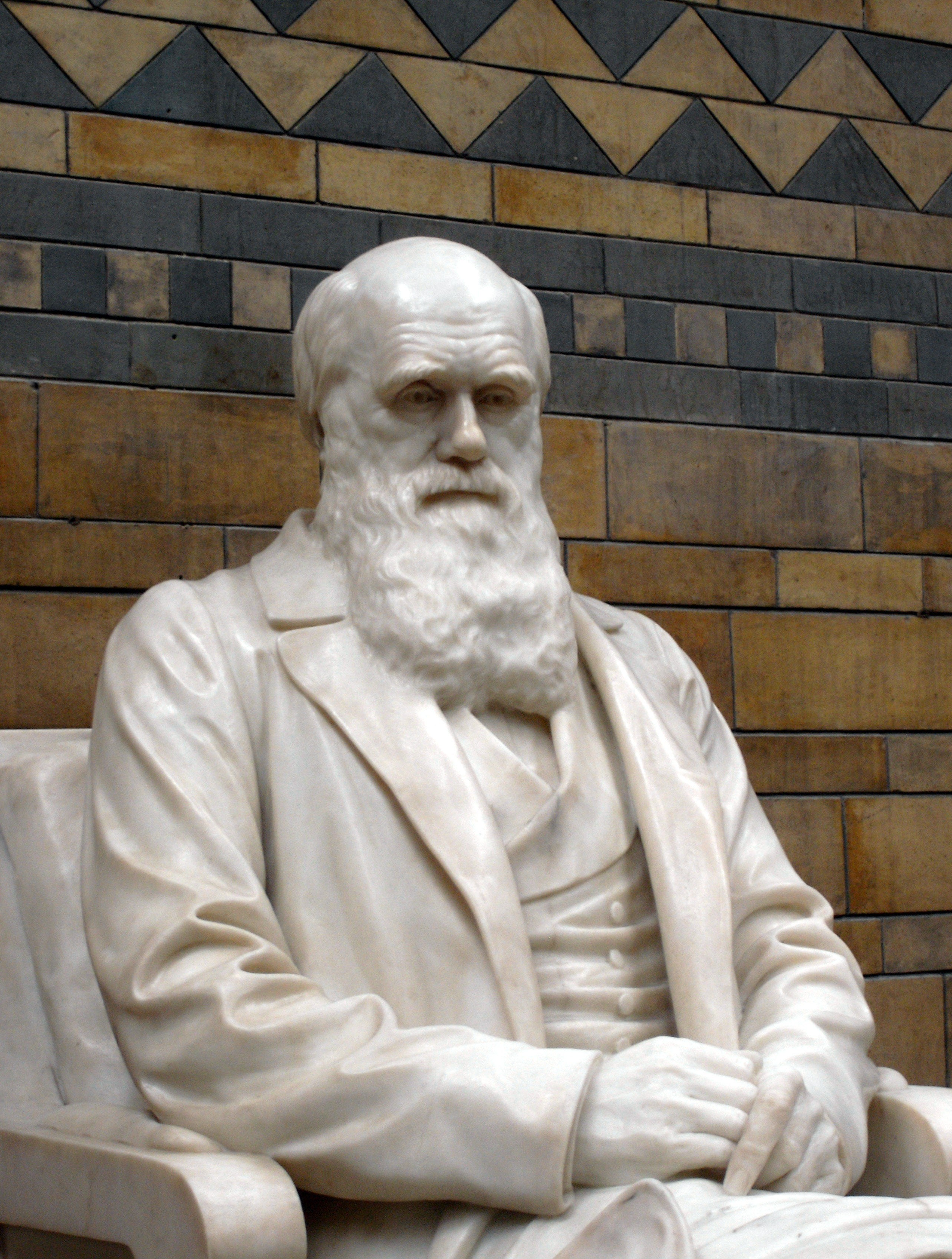
Statue de Charles Darwin au Natural History Museum de Londres élevée par Sir Joseph Boehm en 1885.

- 1809 : naissance de Charles Darwin à Shrewsbury en Angleterre, fils de Robert Waring Darwin et Susannah Wedgwood.
- 1831 : le 27 décembre il embarque sur le Beagle sous le commandement du capitaine Robert FitzRoy et part pour cinq ans pour un voyage autour du monde.
- 1836 : le Beagle revient de son long périple le 2 octobre. Darwin s'installe à Londres.
- 1839 : il épouse en janvier sa cousine, Emma Wedgwood.
- 1842 : lui et sa famille emménagent à Down House dans le Kent.
- 1859 : il publie L'Origine des espèces.
- 1882 : Charles Darwin meurt le 19 avril, à l'âge de 73 ans, à Down House.

## Œuvres de Charles Darwin

### Œuvres principales
- Journal of Researches into the Geology and Natural History of the Various Countries by H.M.S. Beagle, Londres, Henry Colburn, 1839, 614 p. [2e édition : 1845 ; 167 éditions et tirages en langue anglaise jusqu’en 1972].
- The Structure and Distribution of Coral Reefs. Being the First of the Geology of the Voyage of the Beagle, under the Command of Capt. Fitzroy, during the Years 1832 to 1836, Londres, Smith, Elder and Co., 1842 [2e édition : 1874 ; 3e édition : 1889].
- Geological Observations on the Volcanic Islands Visited during the Voyage of H.M.S. Beagle, together with some Brief Notices of the Geology of Australia and the Cape of Good Hope, Londres, Smith, Elder and Co., 1844 [2e édition : 1876 ; 3e : 1891].
- Geological Observations on South America, Londres, Smith, Elder and Co., 1846.
- Geological Observations on Coral Reefs, Volcanic Islands and on South America, Londres, Smith, Elder and Co., 1851. Reprise des textes de 1842, 1844 et 1846. Rééditions souvent abrégées.
- A Monograph of the Sub-Class Cirripedia, with Figures of all the Species, vol. I : The Lepadidae, Londres, The Ray Society, 1851.
- A Monograph of the Fossil Lepadidae, or Pedunculated Cirripedes of Great Britain, vol. II, The Balanidae (or Sessile Cirripedes), Londres, The Ray Society, 1854.
- « On the Tendency of Species to Form Varieties, and on the Perpetuation of Varieties by Natural Means of Selection » (avec A.R. Wallace) dans Journal of Proceedings of the Linnean Society of London (Zoology), vol. III, no 9, 1er juillet 1858, p. 1-62.
- On the Origin of Species by Means of Natural Selection, or the Preservation of Favoured Races in the Struggle for Life, Londres, John Murray, 24 novembre 1859, consultable en ligne.
- On the Various Contrivances by which British and Foreign Orchids are Fertilised by Insects, and on the Good Effects of Intercrossing, Londres, John Murray, 1862, 2e éd. : 1877, consultable en ligne.
- On the Movements and Habits of Climbing Plants, Londres, Longman, 1865 [2e éd. : 1875].
- « Queries about Expression », 1867. Article publié par R.B. Freeman et P. J. Gautrey, « Charles Darwin’s Queries about Expression » dans Bulletin of the British Museum of Natural History, vol. 4, 1972, p. 205-219.
- The Variation of Animals and Plants under Domestication, Londres, John Murray, 2 volumes, 1868 [2e éd. : 1875] Traduction De la variation des animaux et des plantes à l'état domestique, C. Reinwald (Paris), 1880. Disponible en ligne (fr) : vol. 1, éd. 1879, sur darwin-online ; vol. 2, éd. 1880, sur gallica.
- The Descent of Man, and Selection in Relation to Sex, Londres, John Murray, 2 volumes, 1871 [2e éd. : 1874 avec une note additionnelle de Th. Huxley].
- « Pangenesis » dans Nature, vol. 3, 27 avril 1871, Proceedings of the Royal Society, vol. 19, p. 393-410.
- The Expression of the Emotions in Man and Animals, Londres, John Murray, 1872 [2e éd. : (par Francis Darwin) en 1890].
- « Origin of Certain Instincts » dans Nature, vol. 7, 3 avril 1873, p. 417-418.
- Insectivorous Plants, Londres, John Murray, 1875 [2e éd. : 1888, revue par Francis Darwin].
- The Effects of Cross and Self-Fertilisation in the Vegetable Kingdom, Londres, John Murray, 1876 [2e éd. : 1878].
- « Report of the Royal Commission on the Pratice of Subjecting Live Animals to Experiments for Scientific Purposes », Londres, Her Majesty’s Stationery Office, 1876, p. 234, 4 662-4 672.
- The Different Forms of Flowers on Plants of the Same Species, Londres, John Murray, (9 juillet) 1877 [2e éd. : 1878 ; 3e éd. : 1880, avec une préface de Francis Darwin].
- « A Biographical Sketch of an Infant », Mind, vol. 2, juillet 1877, p. 285–294. [Trad. française dans la Revue scientifique, vol. 13, 1877, p. 25-29].
- « Preliminary Notice », dans E. Krause, Erasmus Darwin, Londres, John Murray (ouvrage traduit de l’allemand), 1879.
- The Power of Movement in Plants (en) (en collaboration avec Francis Darwin), Londres, John Murray, 1880.
- The Formation of Vegetable Mould, through the Action of Worms, with Observations on their Habits, Londres, John Murray, (10 octobre) 1881.
- « The Action of Carbonate of Ammonia on Chlorophyll Bodies » dans Journal of the Linnean Society of London, vol. 19, 1882, p. 262-284. Communication lue par Francis Darwin le 6 mars et le 28 août 1882.

### Œuvres posthumes
- « Préface » à A. Weismann, Studies in the Theory of Descent. With Notes and Additions by the Author, Londres, Sampson Low, 1882, p. V-VI.
- « Préface » à Hermann Müller, The Fertilisation of Flowers, Londres, Macmillan, 1883, p. VII-X.
- « Essay on Instinct », dans G.J. Romanes, Mental Evolution in Animals. With a Posthumous Essay on Instinct by Charles Darwin, Londres, Kegan Paul, 1883, p. 355-384.
- L'évolution mentale chez les animaux / par George John Romanes ; suivi d'un Essai posthume sur l'instinct : par Charles Darwin ; trad. française par le docteur Henry C. de Varigny, Paris, C. Reinwald, 1884 (lire en ligne).
- Francis Darwin (éd.), The Life and Letters of Charles Darwin, including an Autobiographical Chapter, Londres, John Murray, 2 volumes, 1887 [Traduction française de l’Autobiographie, incomplète, Paris, Belin, 1985].
- La vie et la correspondance de Charles Darwin. Tome premier : avec un chapitre autobiographique publiés par son fils Francis Darwin ; traduit de l'anglais par Henry C. de Varigny, Paris, C. Reinwald, 1888 (lire en ligne).
- La vie et la correspondance de Charles Darwin. Tome second : avec un chapitre autobiographique publiés par son fils Francis Darwin ; traduit de l'anglais par Henry C. de Varigny, Paris, C. Reinwald, 1888 (lire en ligne).
- More Letters of Charles Darwin, Londres, John Murray, 1903, 2 volumes.
- F. Darwin et A.C. Seward (éds.), Emma Darwin, Wife of Charles Darwin. À Century of Family Letters, Cambridge University Press, 1904.
- Francis gélinas (ed.), The Foundations of the ‘Origin of Species’. Two Essays written in 1842 and 1844, Cambridge University Press, 1909. Trad. partielle en français (La Renaissance du Livre, 1925), rééditée en 1992 sous le titre : Ébauche de l’Origine des espèces (essai de 1844), Presses universitaires de Lille.
- ‘Beagle’ Diary : Charles Darwin’s Diary of the Voyage of H.M.S. Beagle, ed. by Nora Barlow, Cambridge University Press, 1933.
- The Autobiography of Charles Darwin, with Original Omissions Restored, ed. by Nora Barlow, Londres, Collins, 1958.
- Darwin’s Journal, ed. by Sir Gavin De Beer, Bulletin of the British Museum, 1959, 2, p. 1-21.
- Charles Darwin’s Notebooks, 1836-1844. Geology, transmutation of species, metaphysical enquiries, British Museum of Natural History, Cambridge University Press, 1987.
- M.A. Di Grigorio, N.W. Gill (eds), Charles Darwin’s Marginalia, vol. I, New York-Londres, Garland, 1990.
- Charles Darwin. Origines – Lettres choisies 1828-1859, introduction et édition française dirigée par Dominique Lecourt, Bayard, Paris, 2009  (ISBN 978-2-227-47843-5).

### Œuvres complètes en français
Œuvres publiées sous la direction de Patrick Tort de l'Institut Charles Darwin International.
- Esquisse au crayon de ma théorie des espèces (Essai de 1842), Genève, Slatkine, 2007.
- La Variation des animaux et des plantes à l’état domestique, Genève, Slatkine, 2008.
  - Paris, Champion Classiques, 2015 (format poche).
- L’Origine des espèces [édition du Bicentenaire], Genève, Slatkine, 2009.
  - Paris, Champion Classiques, 2009 (format poche).
- Journal de bord (Diary) du Beagle, Genève, Slatkine, 2011
  - Paris, Champion Classiques, 2012 (format poche).
- La Filiation de l’Homme et la sélection liée au sexe, Genève, Slatkine, 2012.
  - Paris : Champion Classiques, 2013 (format poche).
- Zoologie du voyage du H.M.S. Beagle. Première partie : Mammifères fossiles, Genève, Slatkine, 2013.
- Zoologie du voyage du H.M.S. Beagle. Deuxième partie : Mammifères, Genève, Slatkine, 2014.
- Zoologie du voyage du H.M.S. Beagle. Troisième partie : Oiseaux, Genève, Slatkine, 2015.
- La Formation de la terre végétale par l’action des vers, avec des réflexions sur leurs habitudes, Genève, Slatkine, 2016.
- Zoologie du voyage du H.M.S. Beagle. Quatrième partie : Poissons, Genève, Slatkine, 2018.
- Zoologie du voyage du H.M.S. Beagle. Cinquième partie : Reptiles, Genève, Slatkine, 2019.
- L’Expression des émotions chez l’Homme et les animaux, Paris, Champion Classiques, 2021.
- L’Autobiographie, Paris, Champion Classiques, 2022.